# Biserica de lemn din Săliștioara

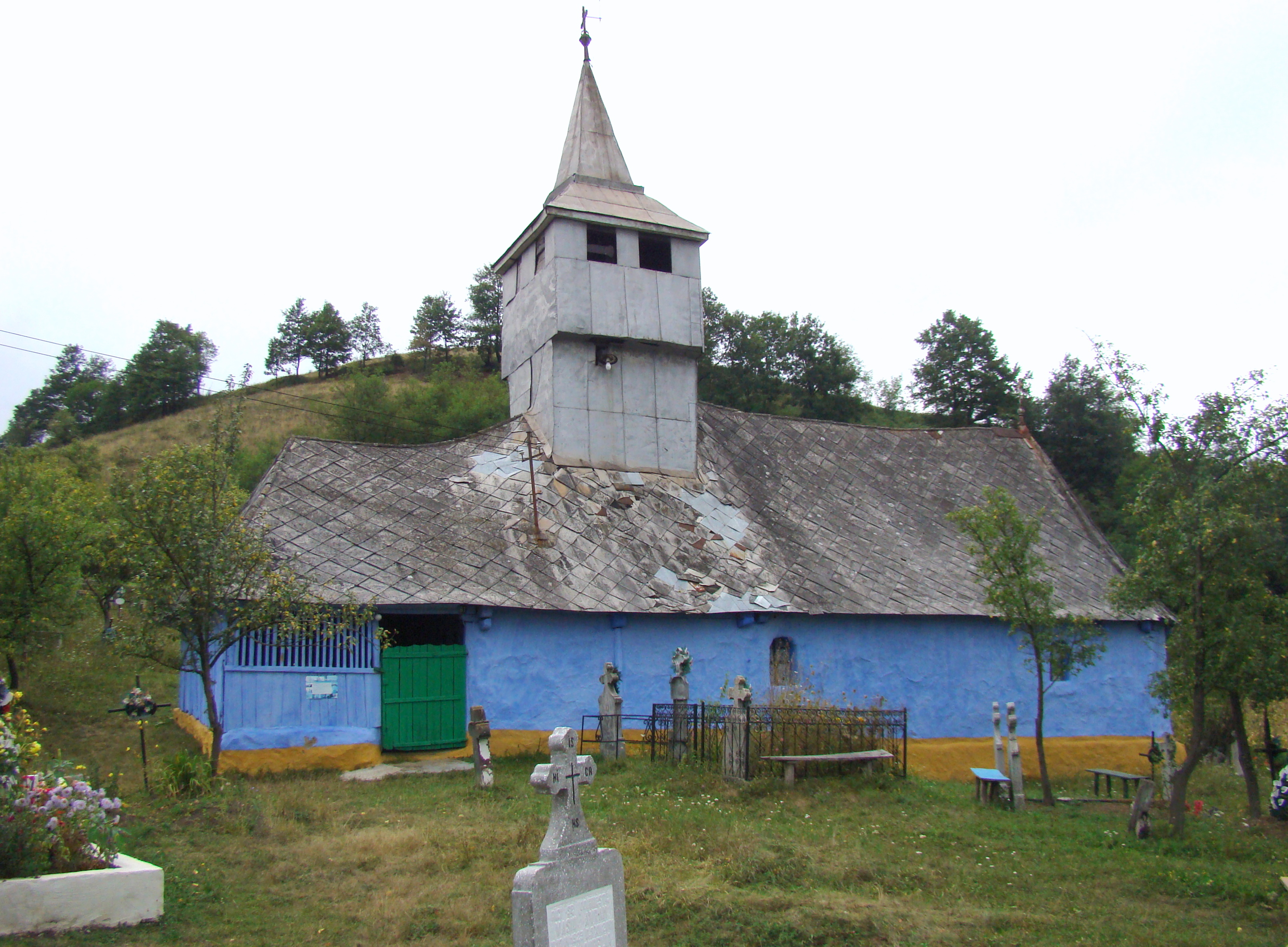
Biserica de lemn „Sfântul Nicolae” din satul Săliștioara, comuna Vălișoara, județul Hunedoara, foto: august 2009.

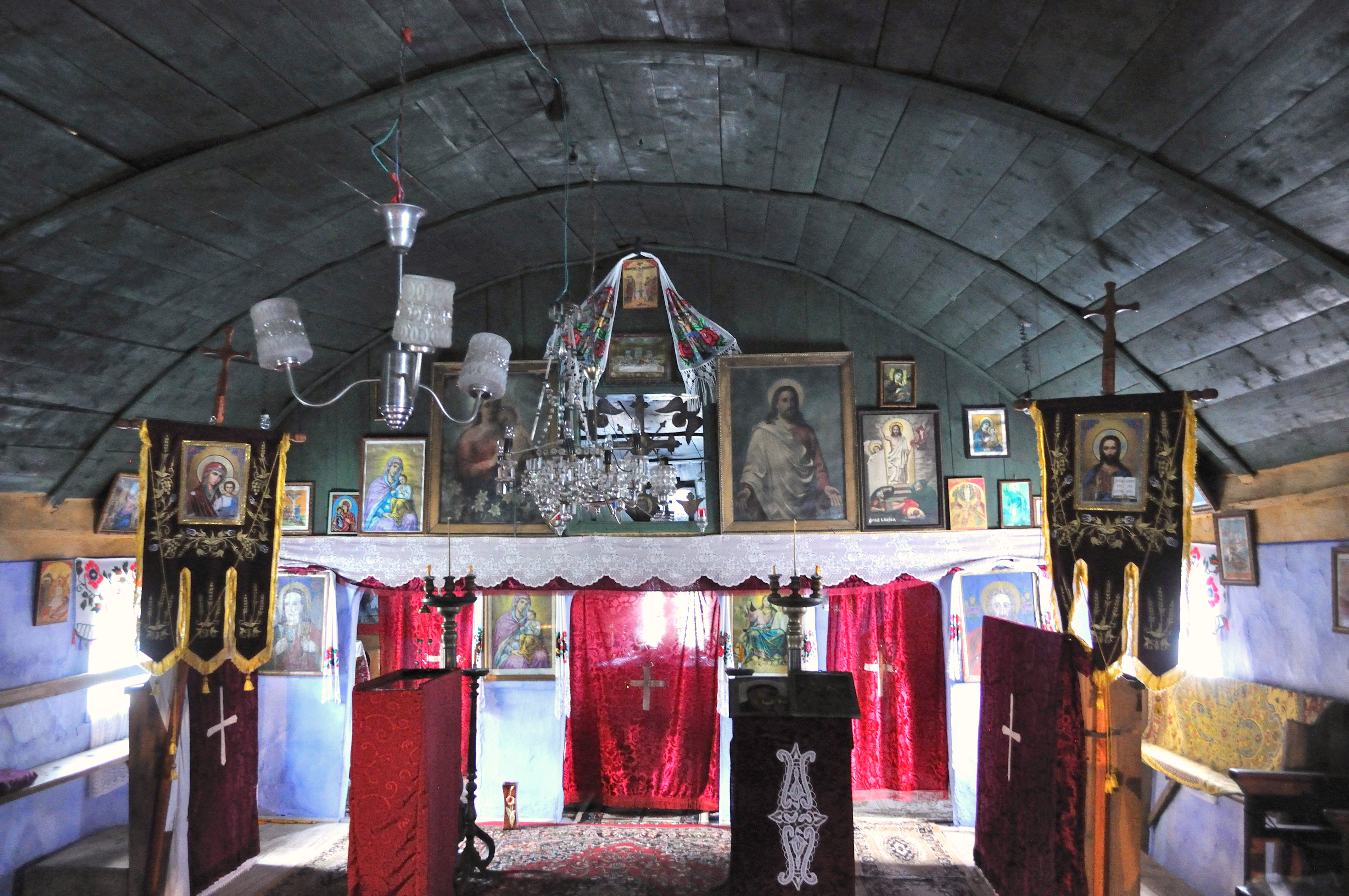
Interiorul navei

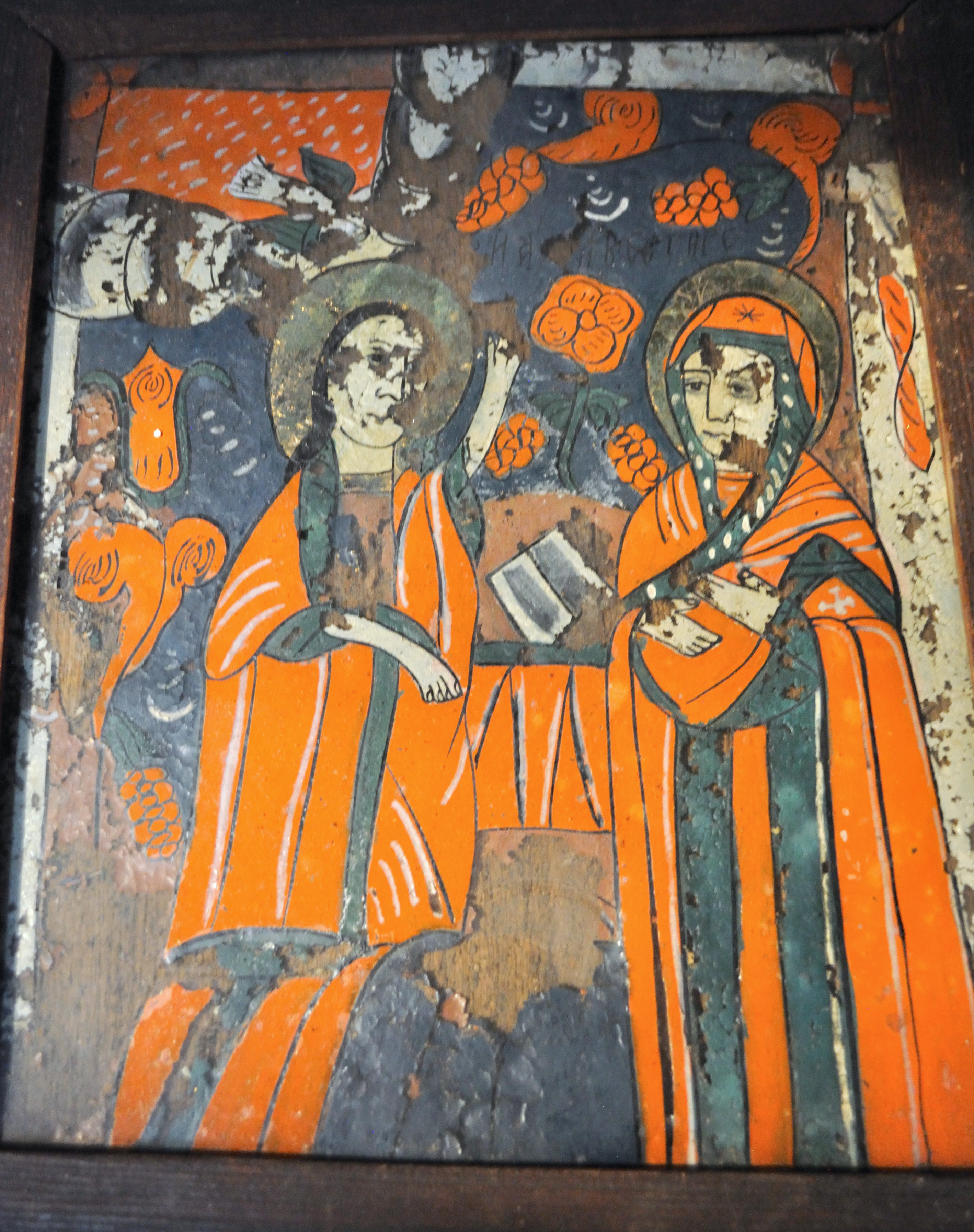
Buna Vestire

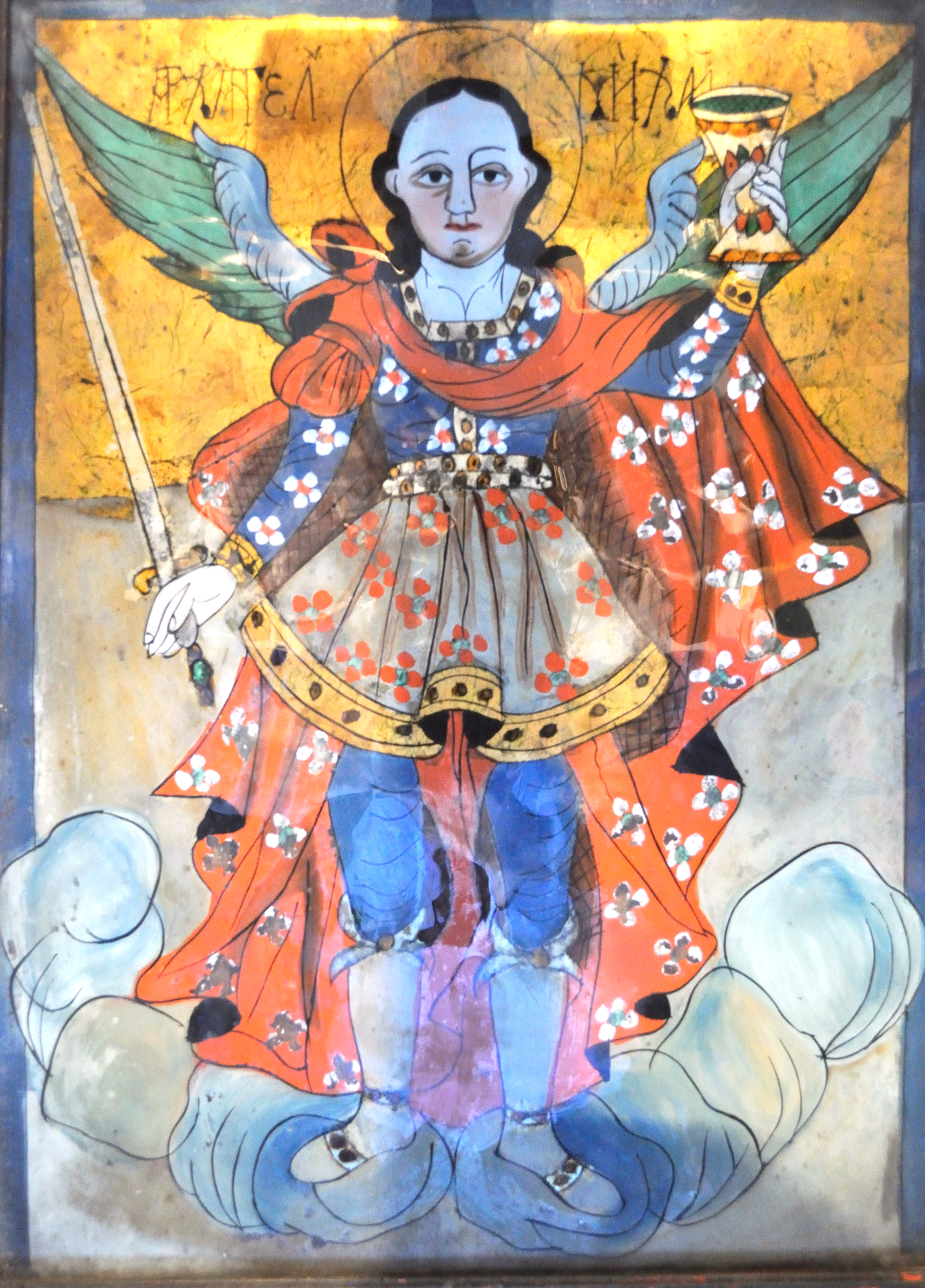
Arhanghelul Mihail

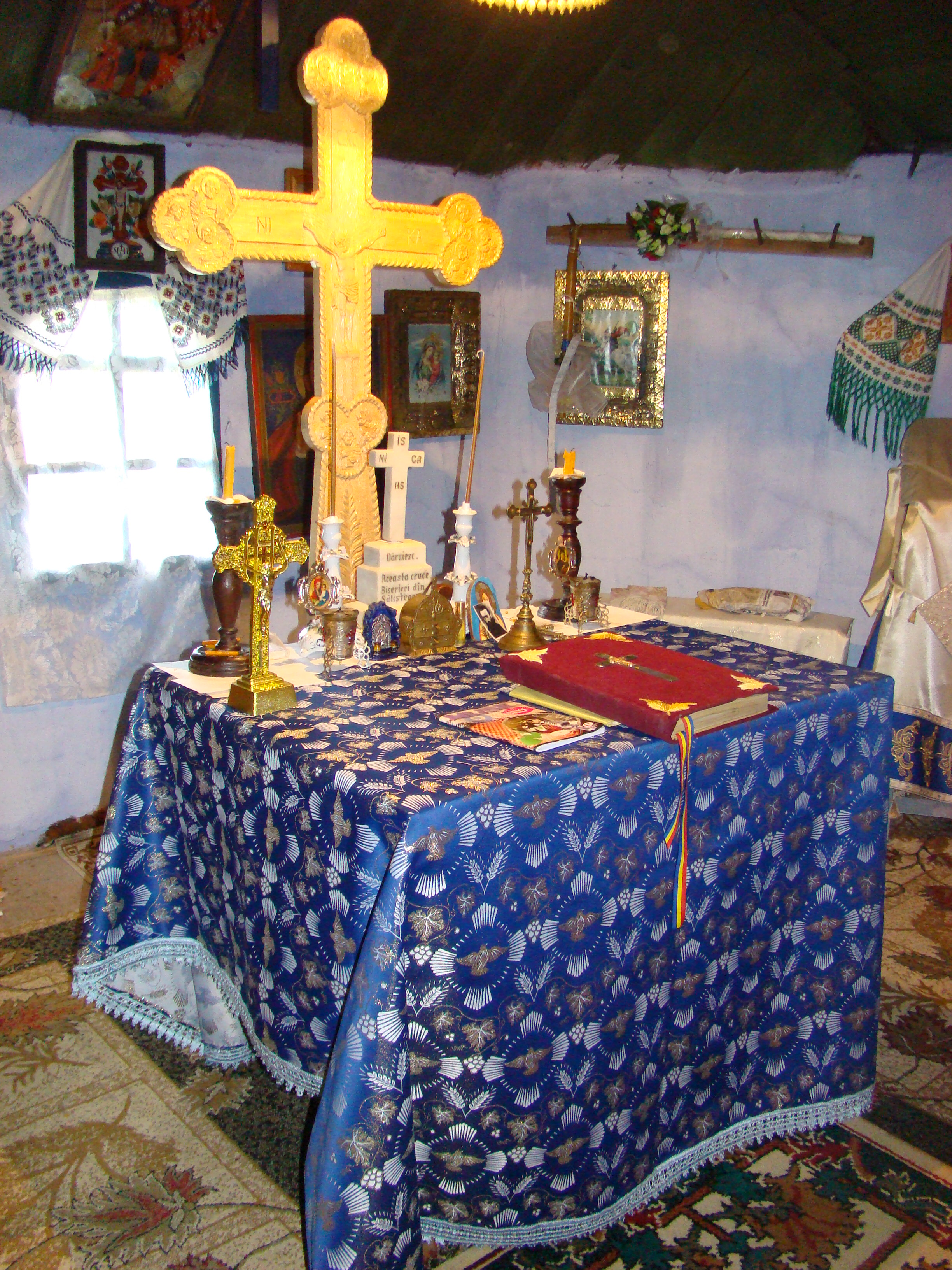
Masa altarului

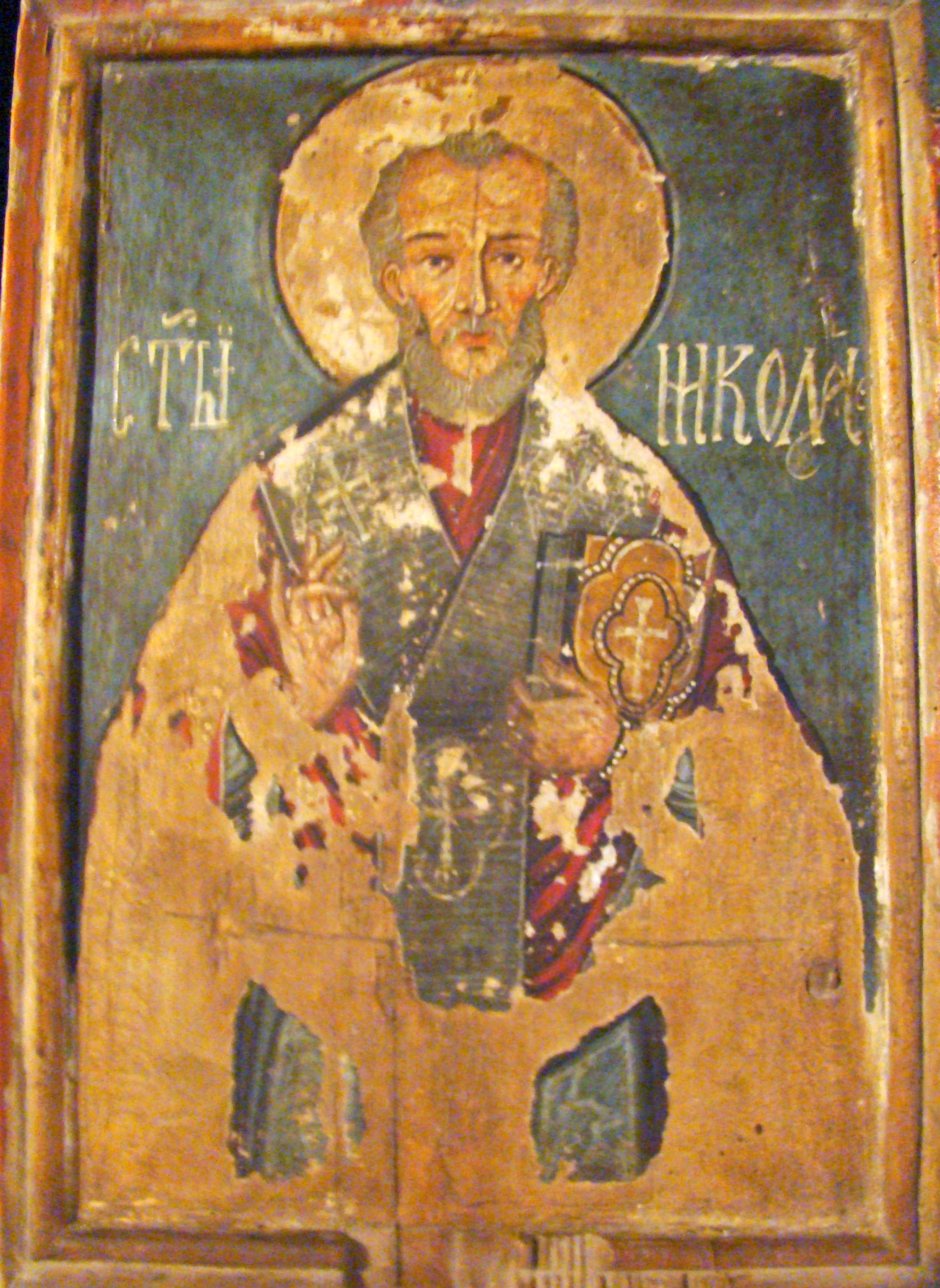
Icoana de hram „Sfântul Nicolae”

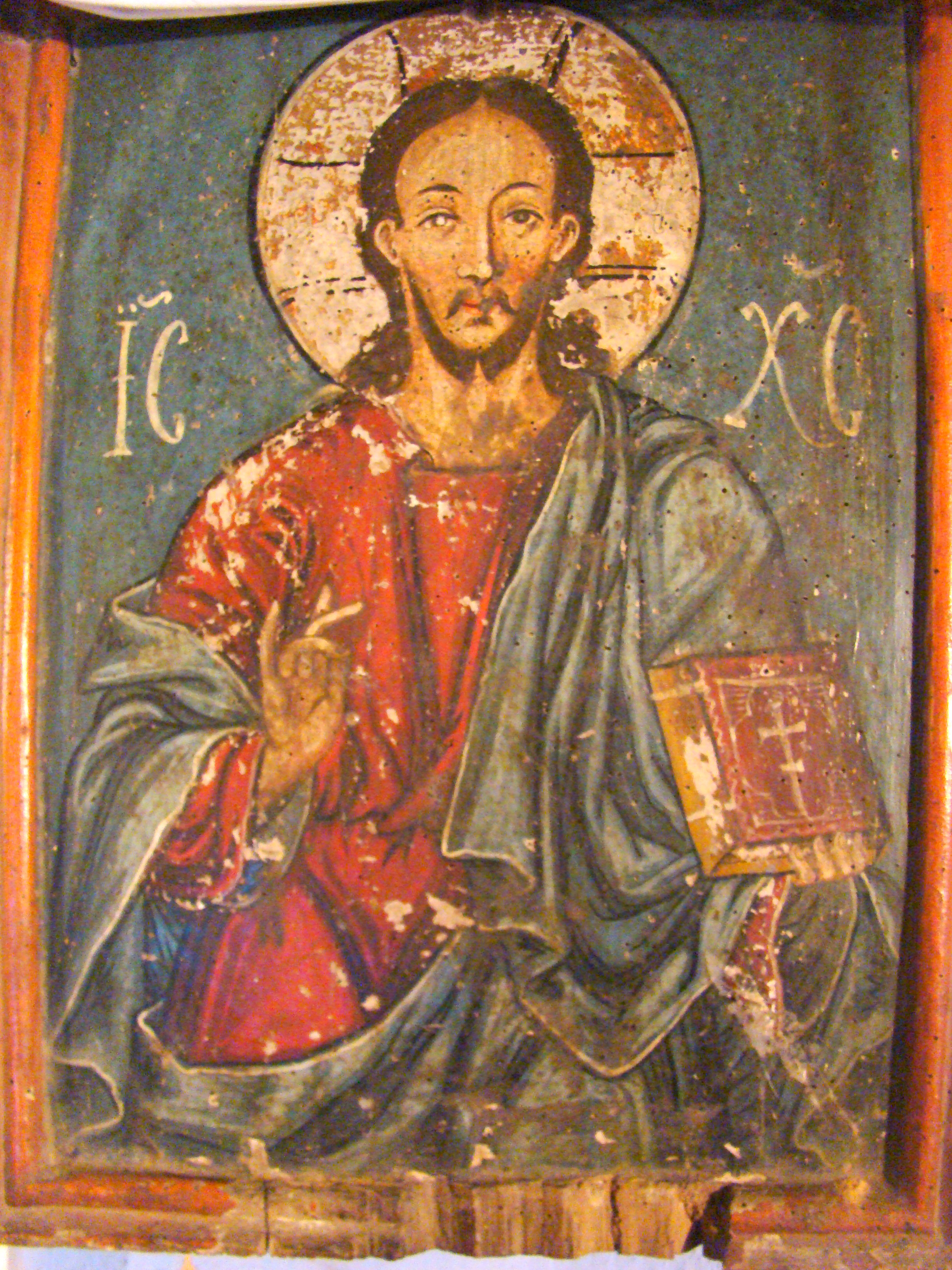
Icoana Mântuitorului

Biserica de lemn din satul Săliștioara, comuna Vălișoara, județul Hunedoara,a fost construită în anul 1830. Are hramul „Sfântul Nicolae”. Nu figurează pe lista nouă a monumentelor istorice.

## Istoric și trăsături
Biserica cu hramul „Sfântul Ierarh Nicolae” din satul Săliștioara este o construcție de plan dreptunghiular, cu absida pentagonală, nedecroșată; pronaosul tăvănit este suprapus de un turn-clopotniță scund (consolidat în 1925), cu foișor închis și coif piramidal, acoperit integral cu tablă. Această înfățișare i-a conferit-o renovarea din anii 1815-1816, șantier cu caracter de rectitorire, care a presupus potrivit tradiției, și o strămutare a lăcașului din cimitirul vechi din „Luncă”; acel amplasament este redat pe  harta iosefină a Transilvaniei (1769-1773). iar cel actual pe harta austro-ungară din 1869-1896. Cu acel prilej, suprafața interioară și exterioară a bârnelor a fost tencuită (doar bolta amplă, căptușită cu scânduri a rămas aparentă), lăcașul fiind extins spre vest prin adosrea pridvorului spațios actual, semideschis. După mai bine de un secol, în cadrul altor reparații, peste învelitoarea inițială de șiță s-a suprapus un acoperământ nou, de eternită. Din patrimoniul bisericii au făcut parte câteva icoane vaoroase pe sticlă, realizate în 1815. Registrul împărătesc, purtând numele donatorilor, a fost executat în anul 1870.
Dacă ipoteza ridicării bisericii la mijlocul secolului al XVIII-lea este corectă, atunci acesta este lăcașul de cult menționat în tabelele recensămintelor ecleziastice din anii 1761-1762, 1805 și 1829-1831. Diferit, harta Sfântului Imperiu Romano-German din 1720 și conscripția din 1733 fac trimitere la un alt edificiu, ridicat, potrivit tradiției, în „Valea Mare”, unde se mai poate identifica la suprafața solului traiectoria pietrelor pe care se înălțaseră odinioară vechile tălpi.

## Imagini din exterior

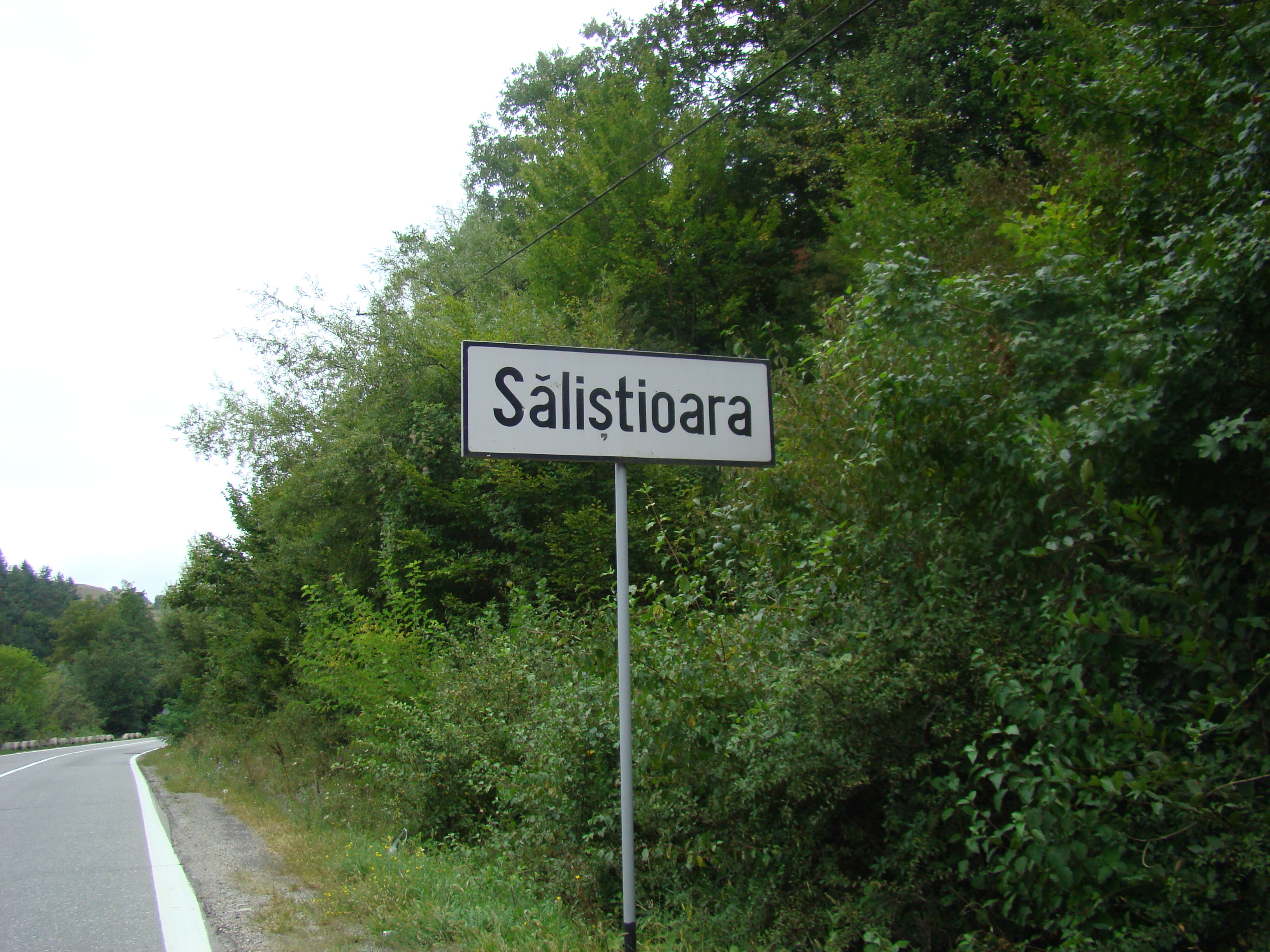
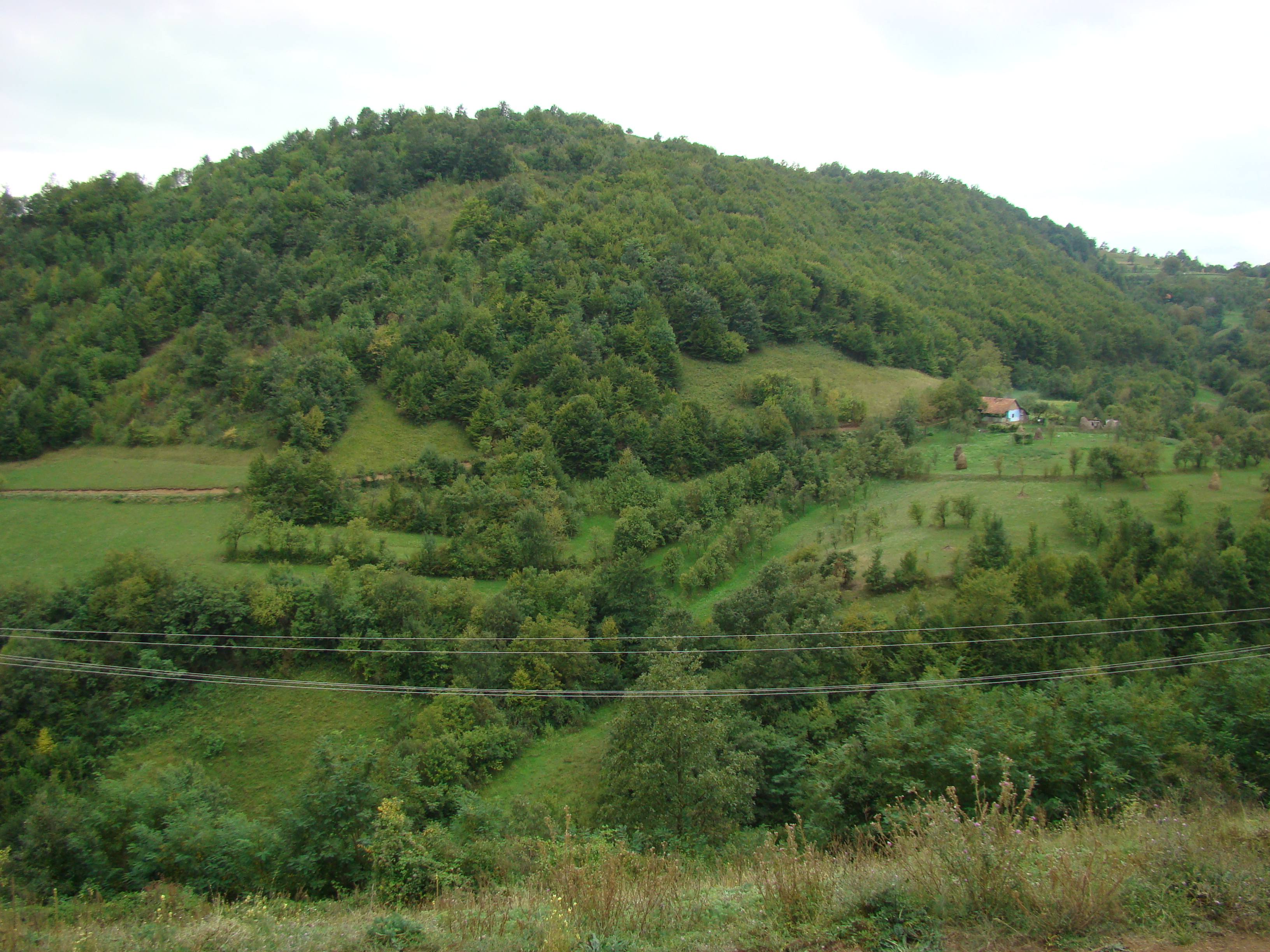
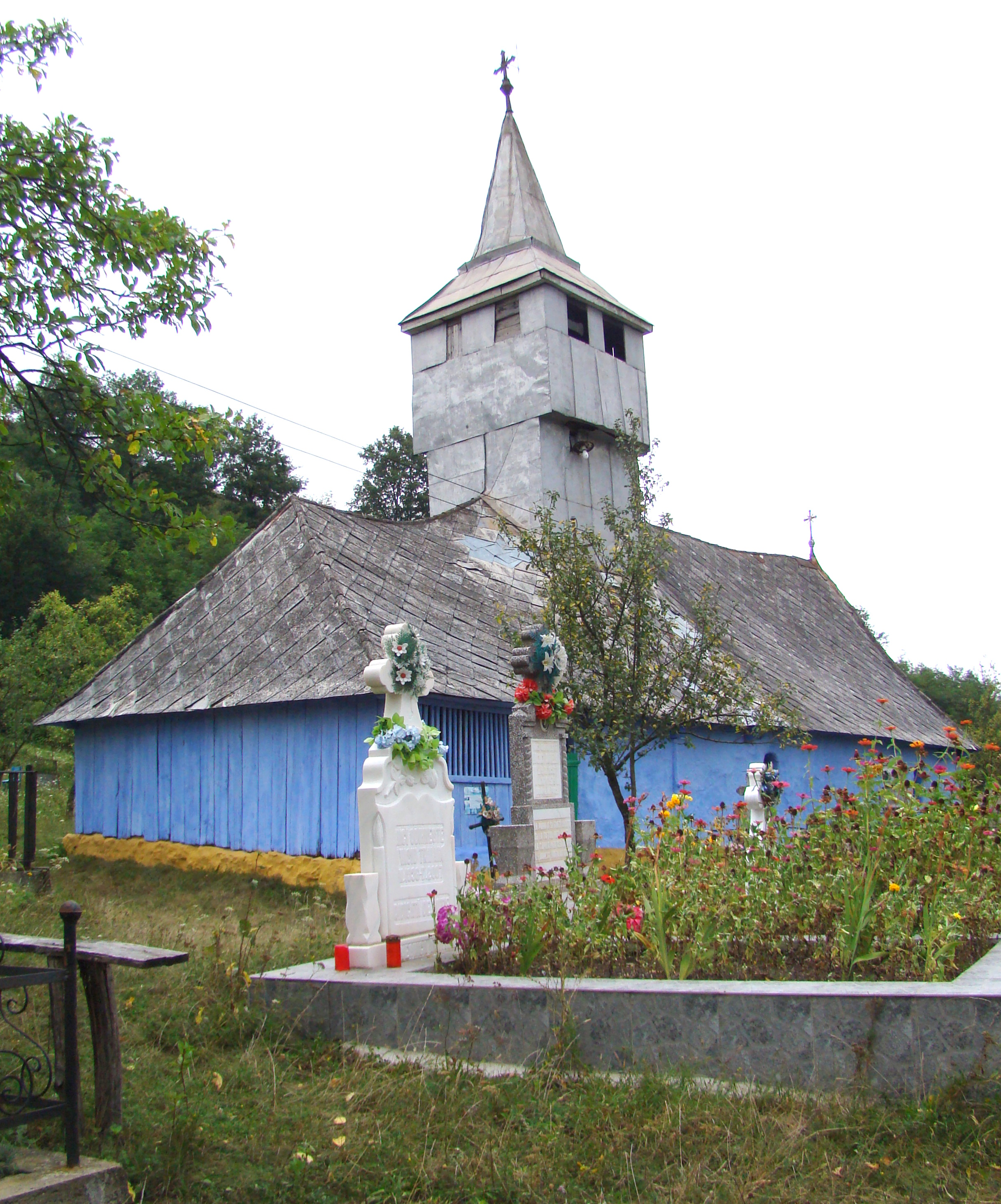
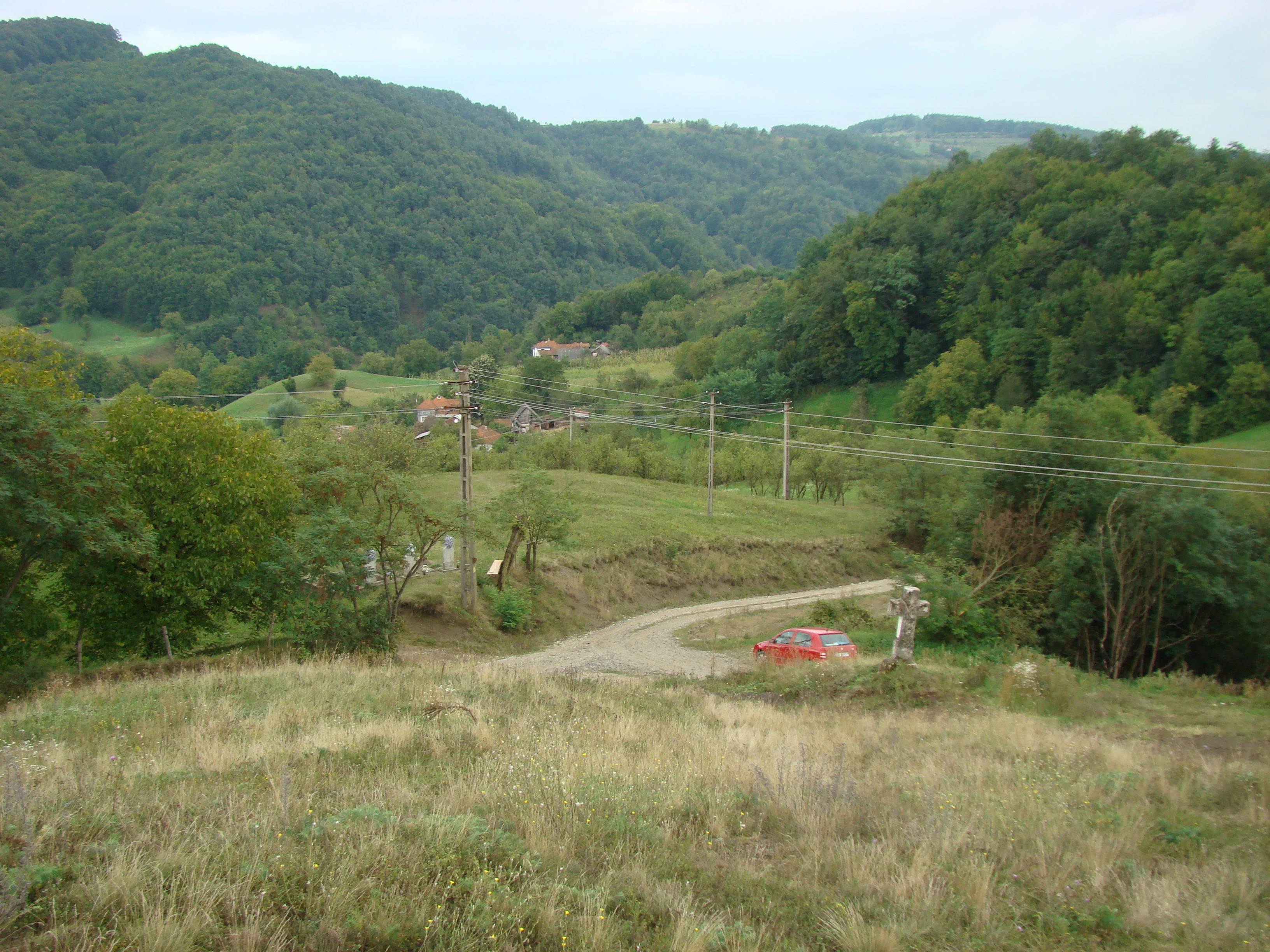
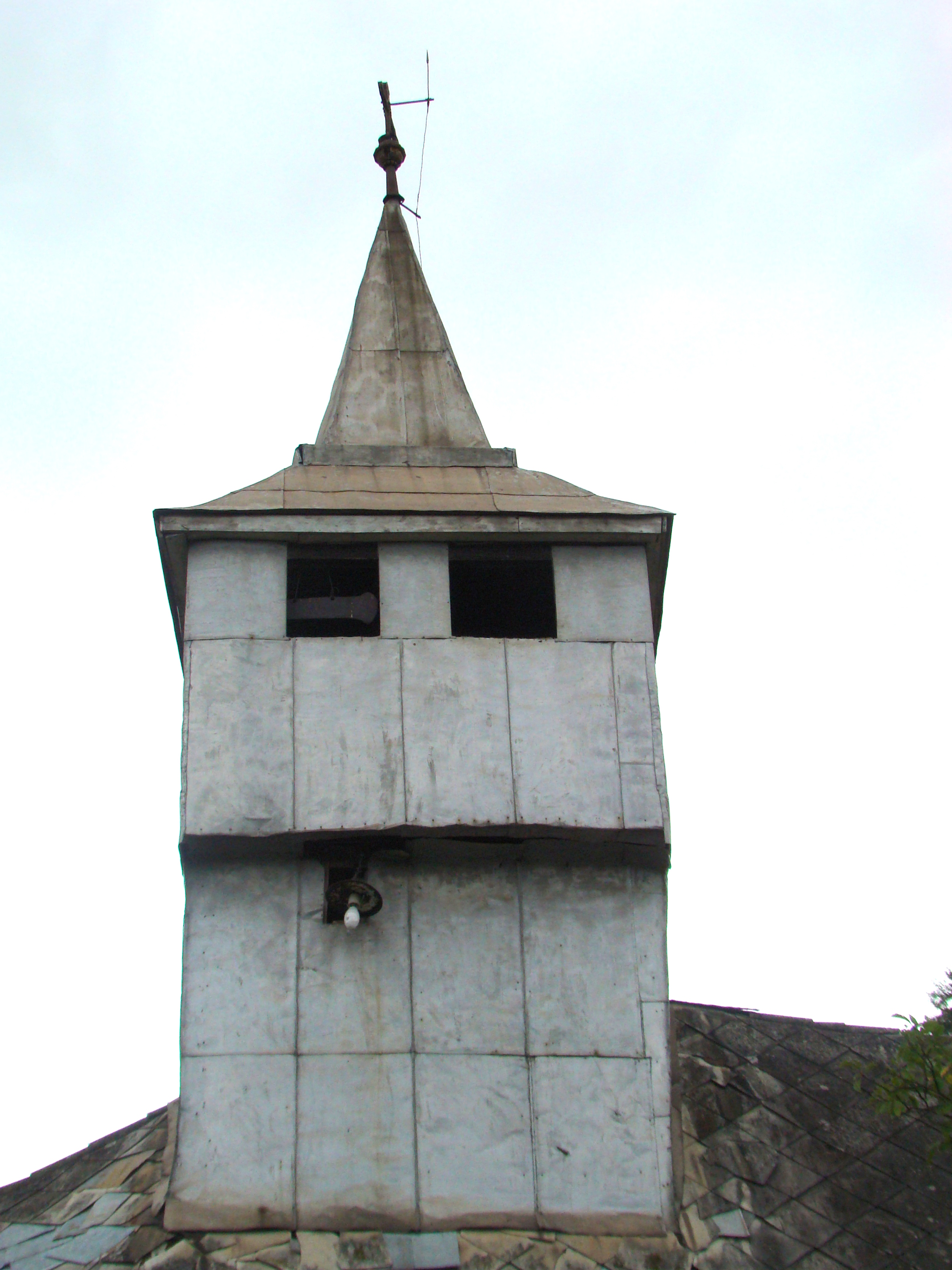
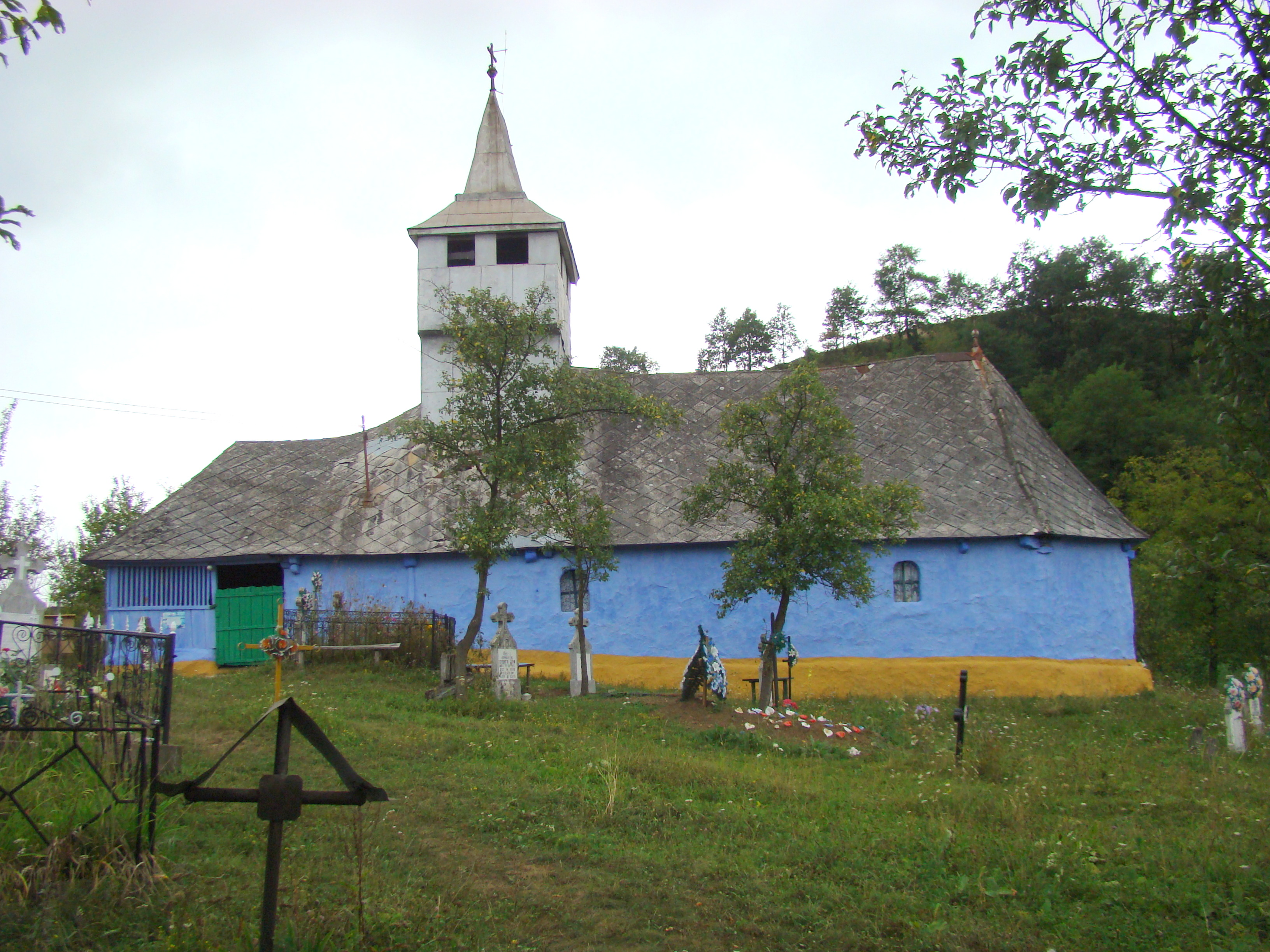
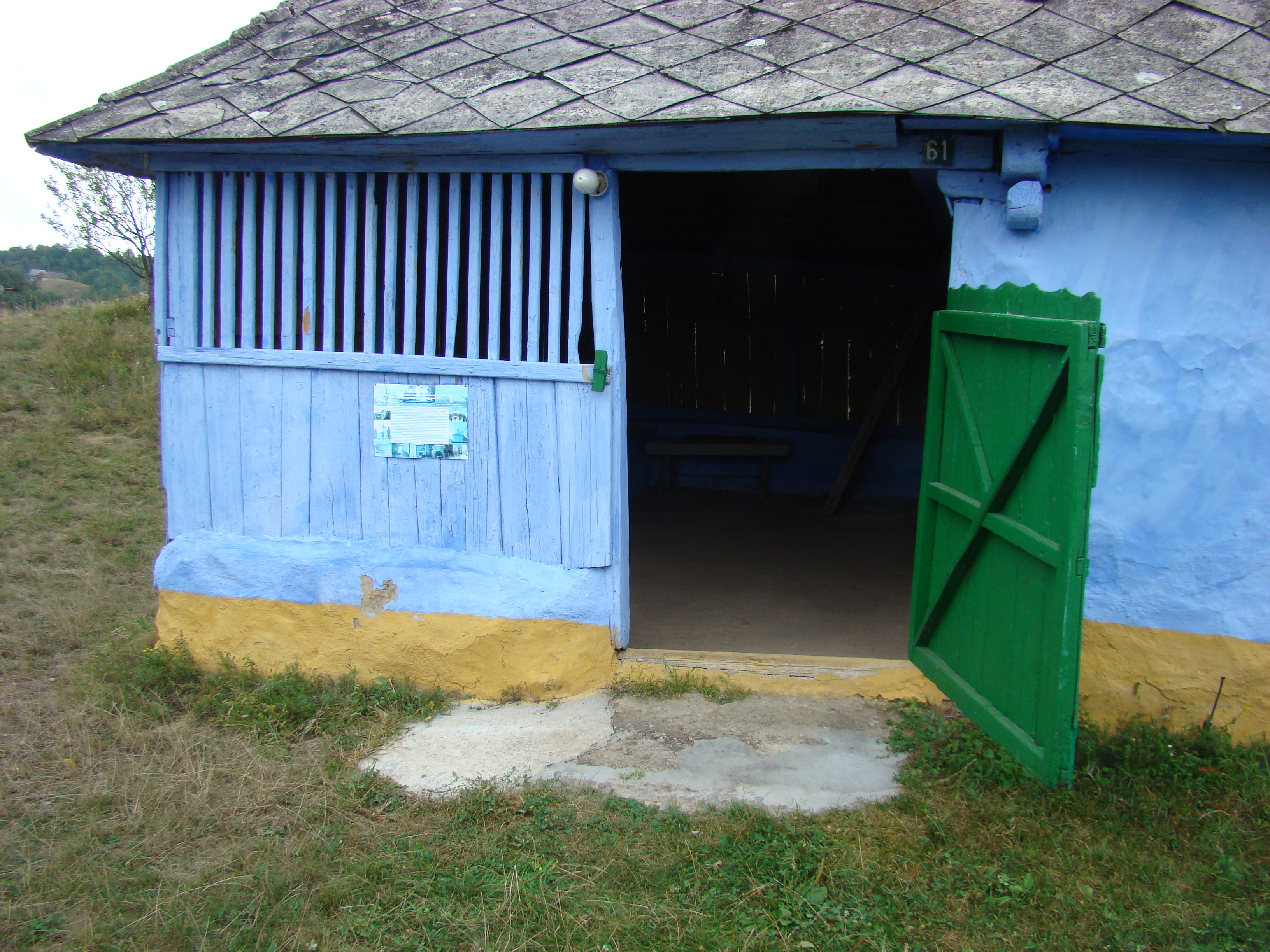
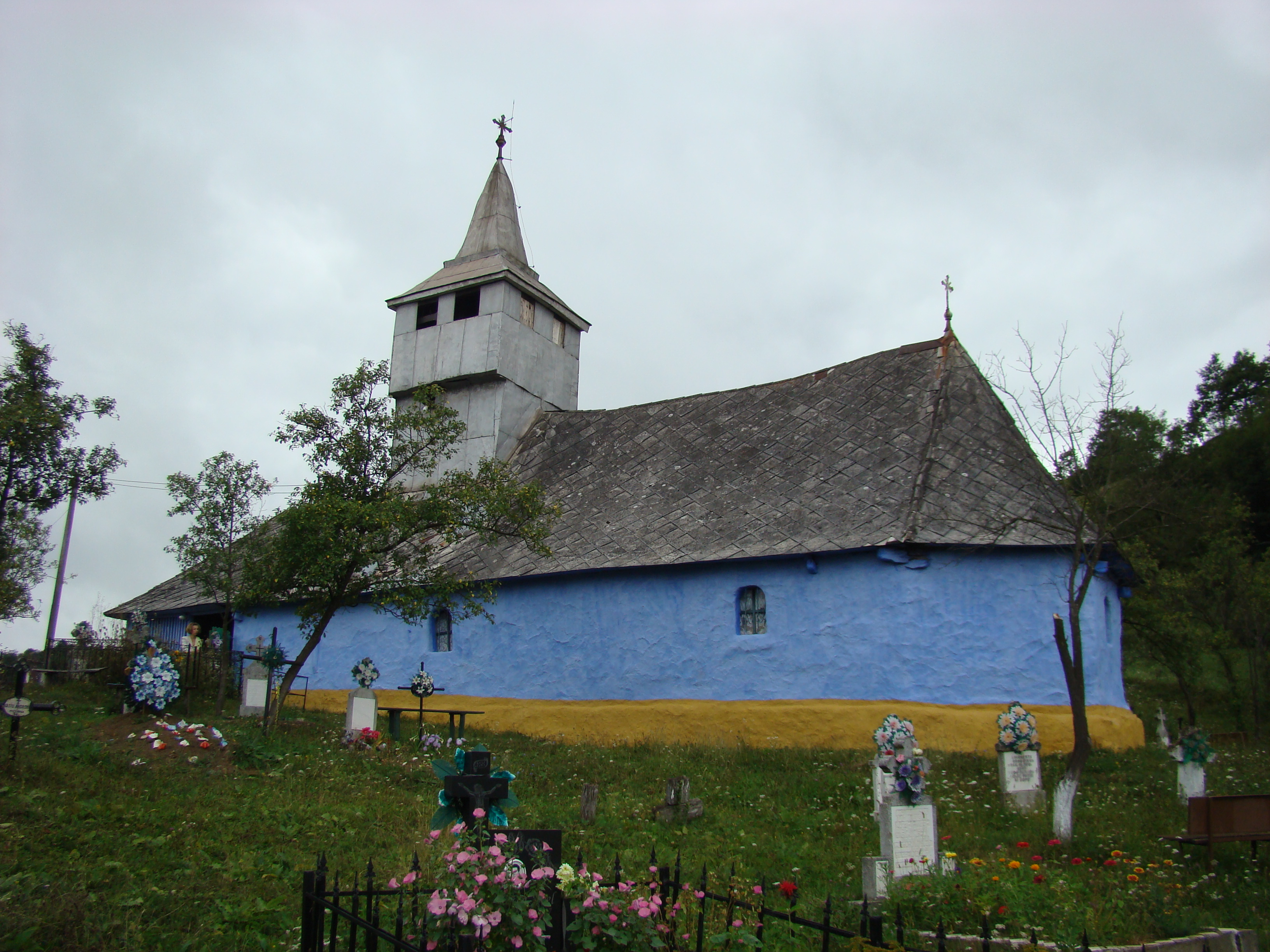
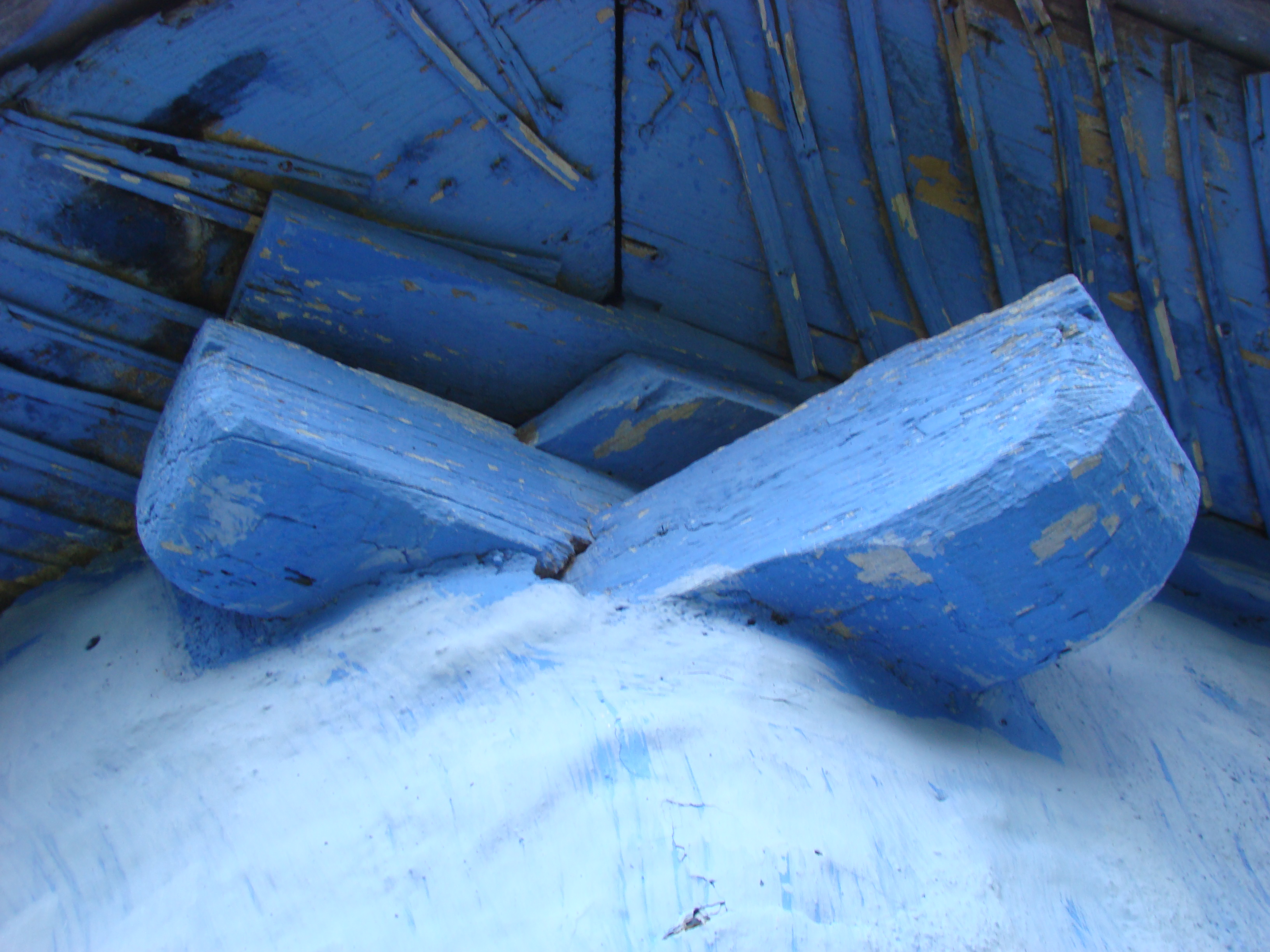
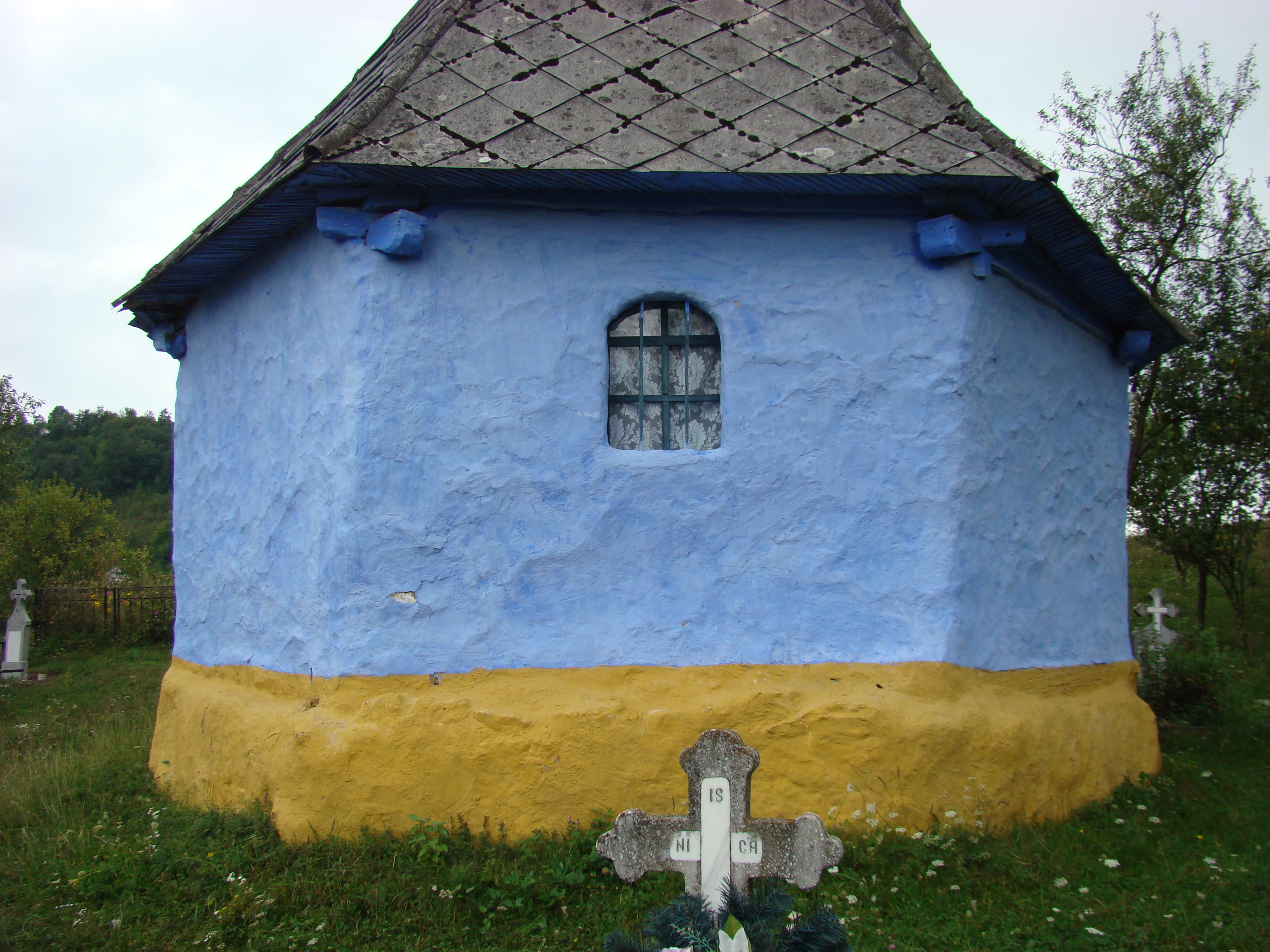
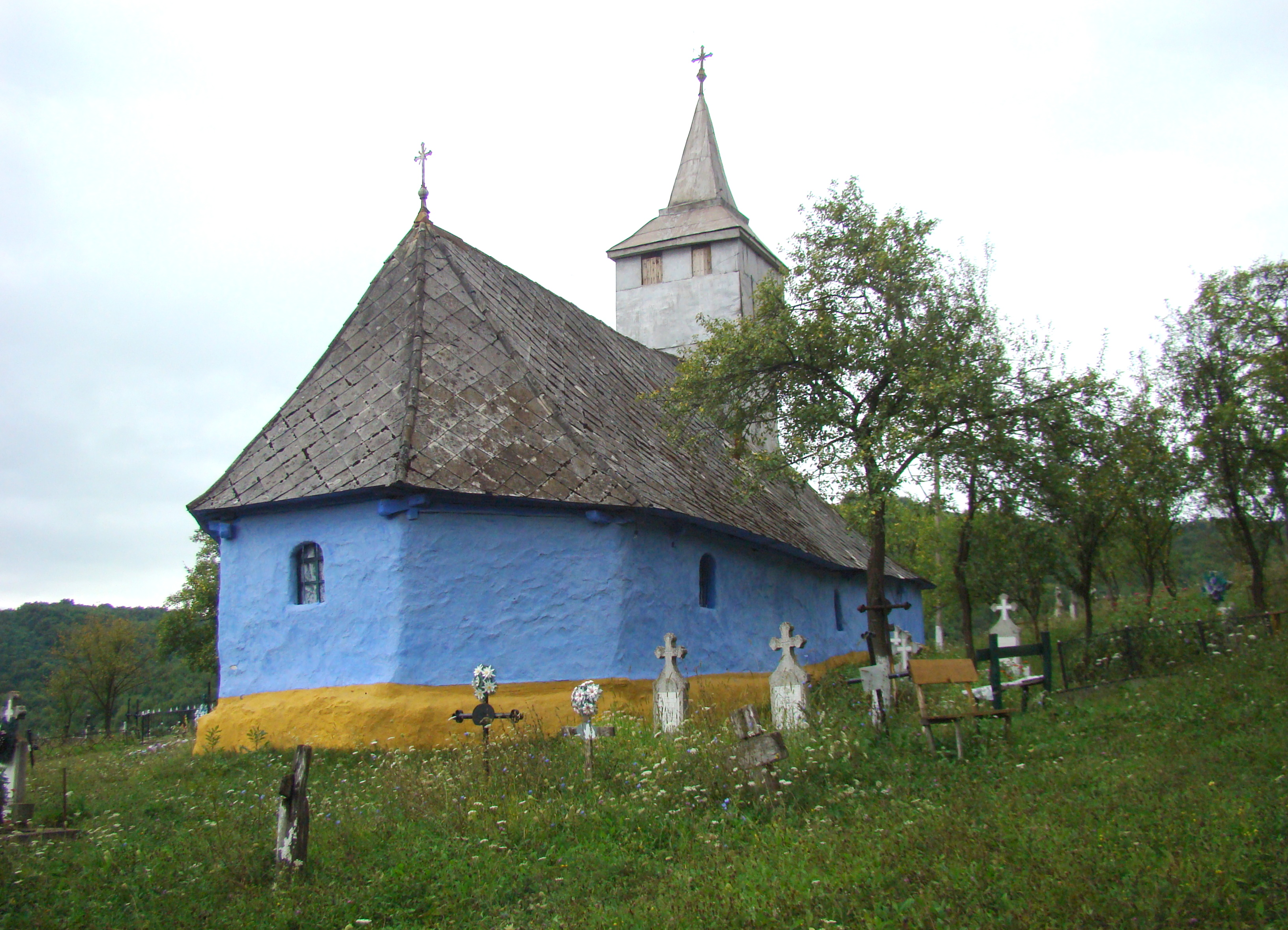
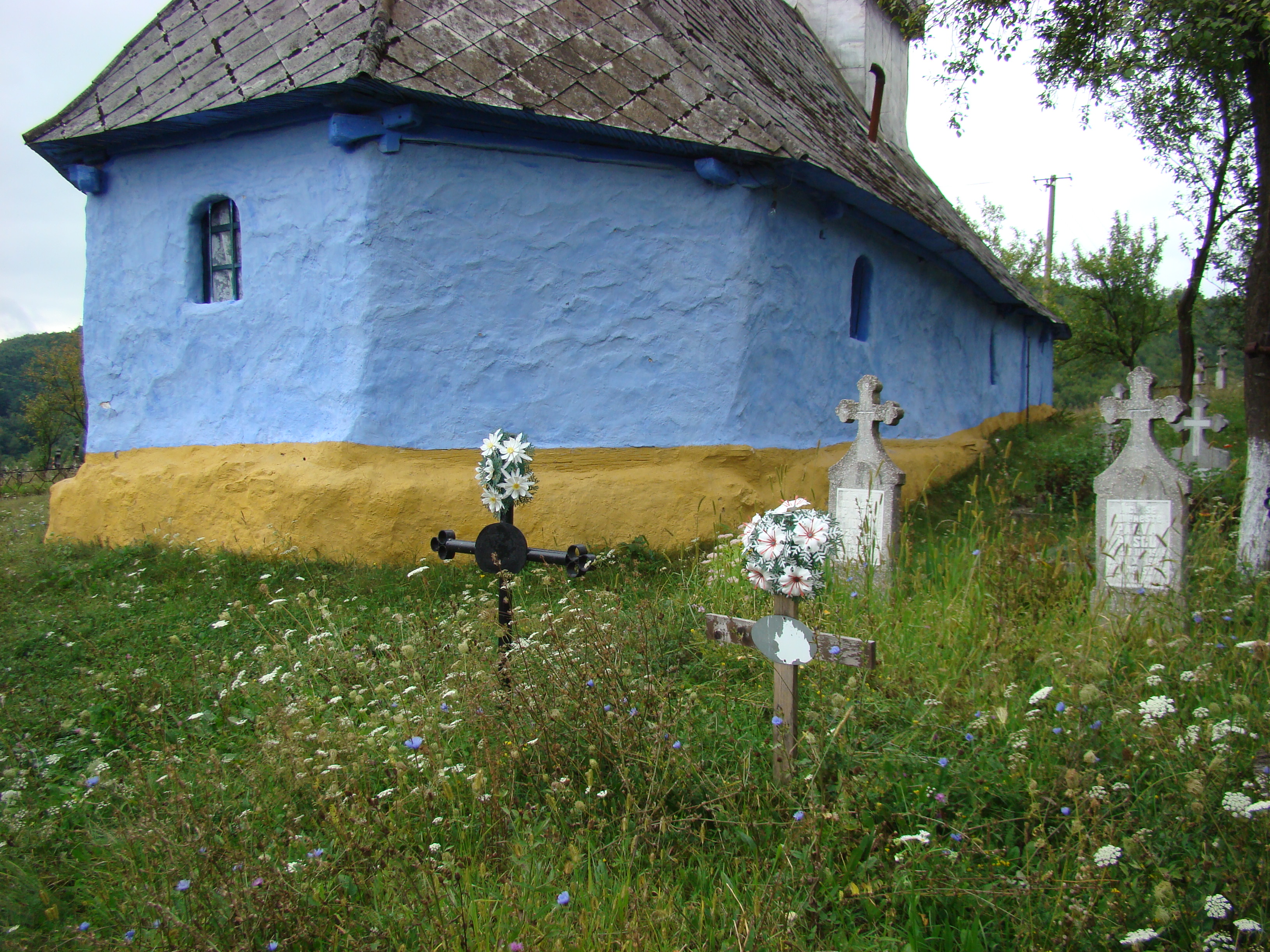
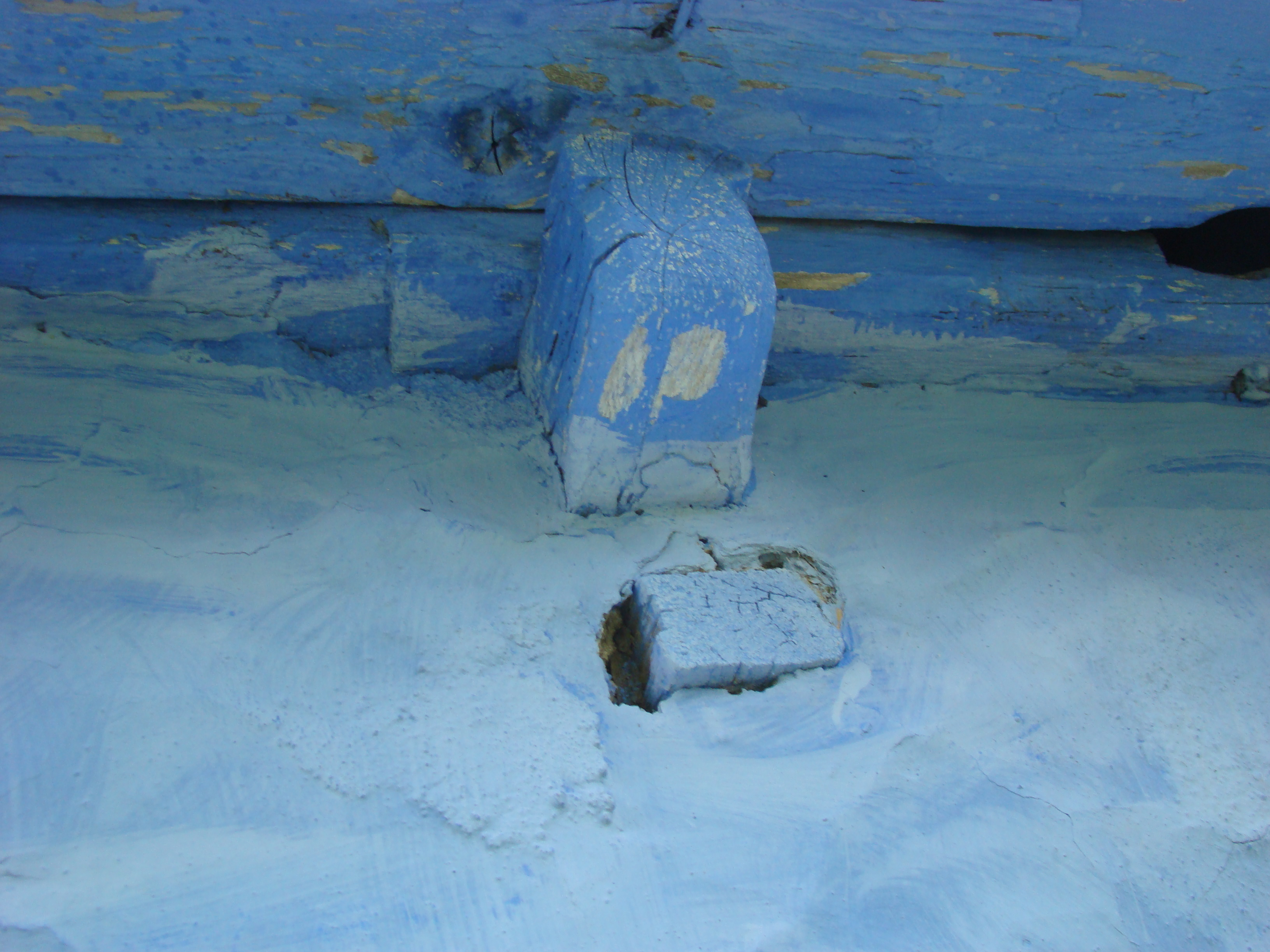
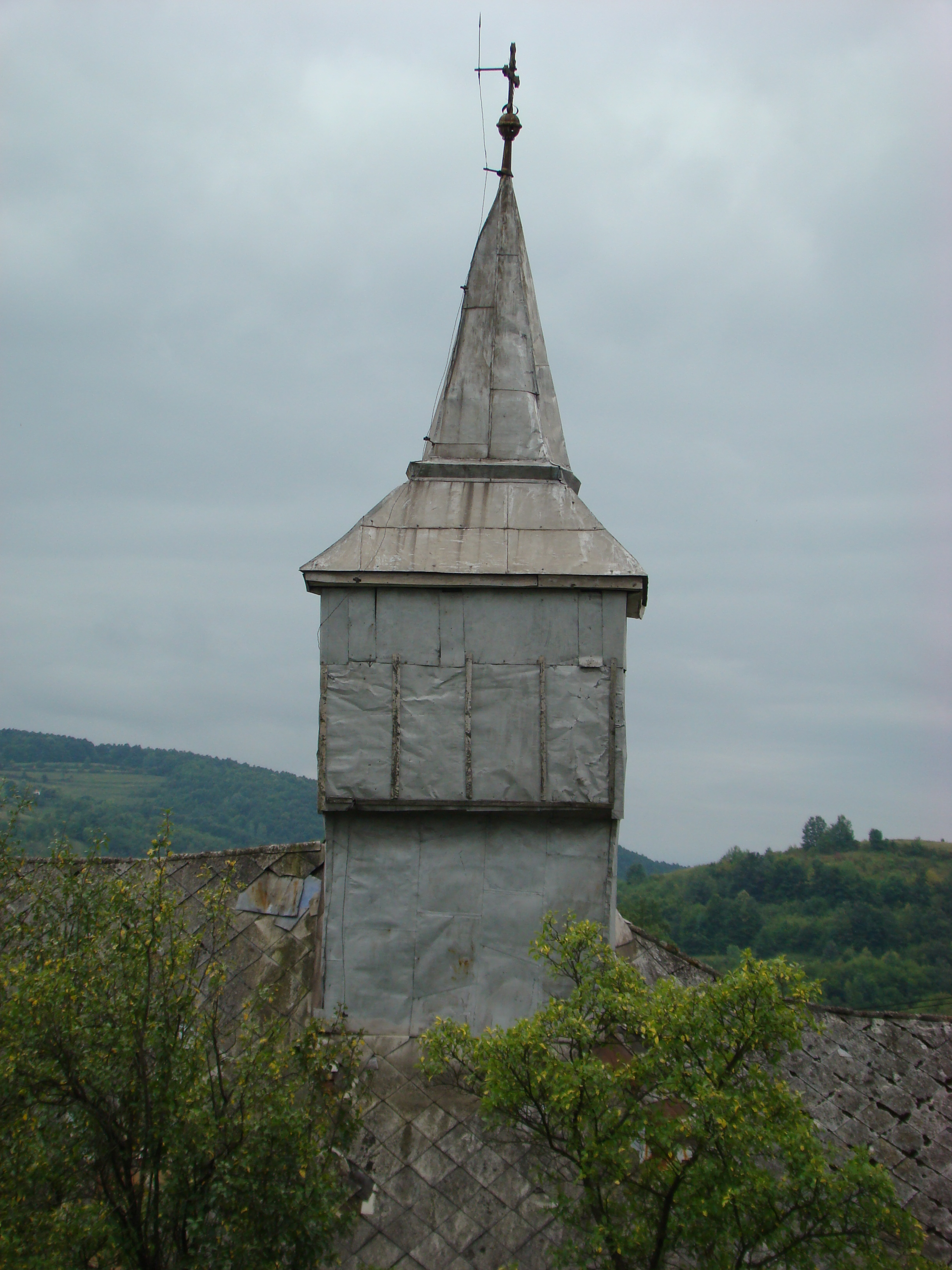
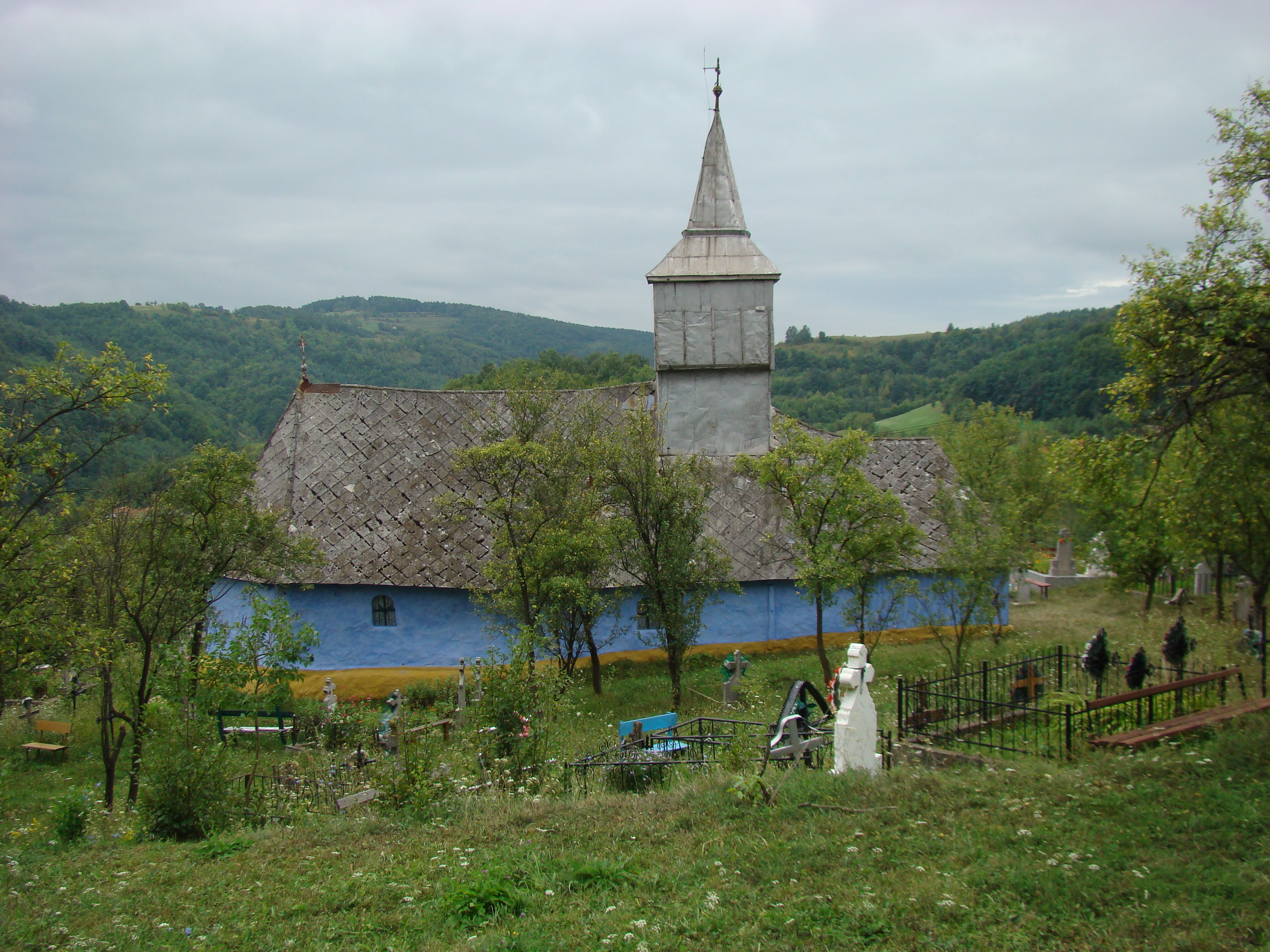
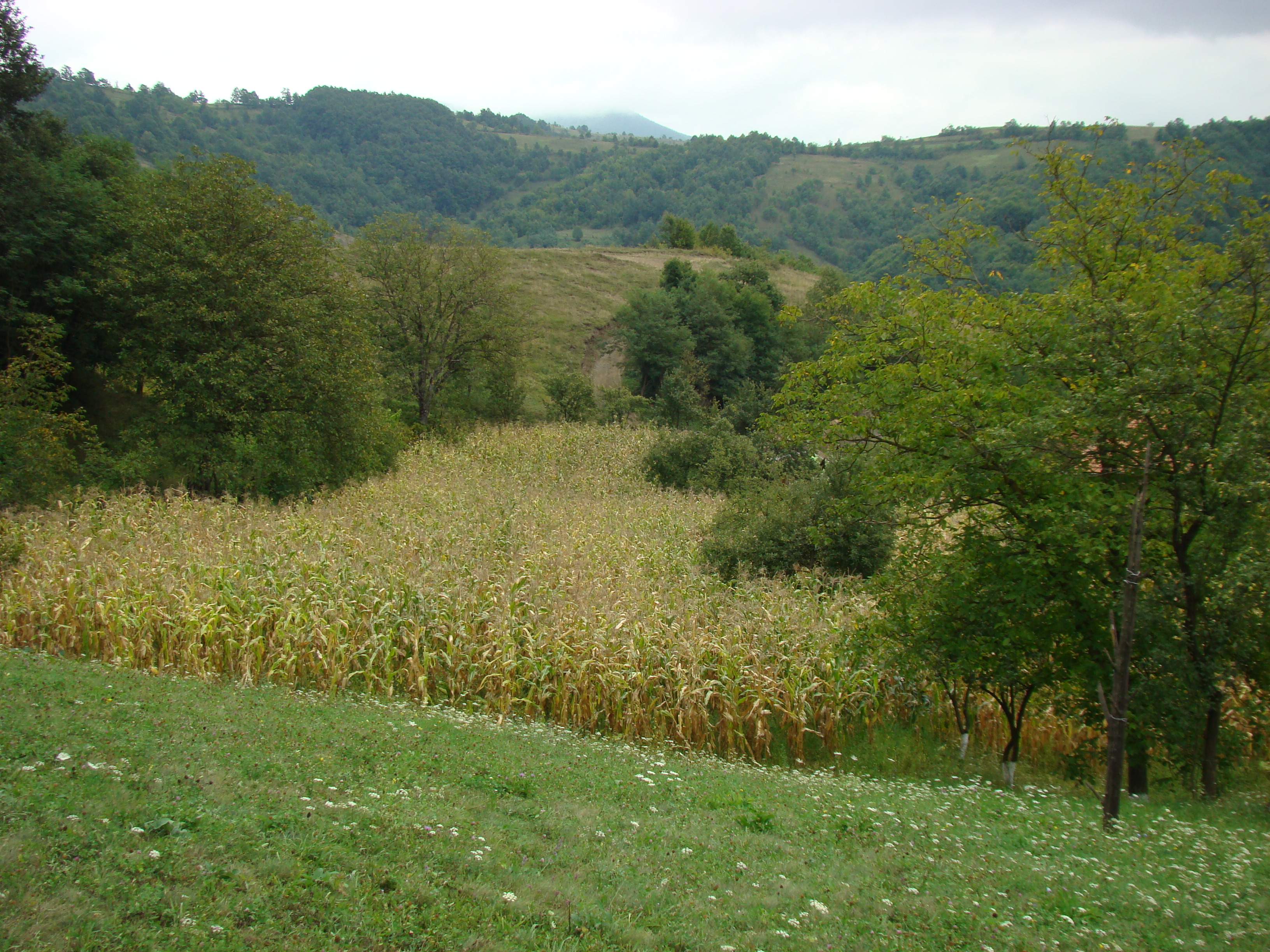
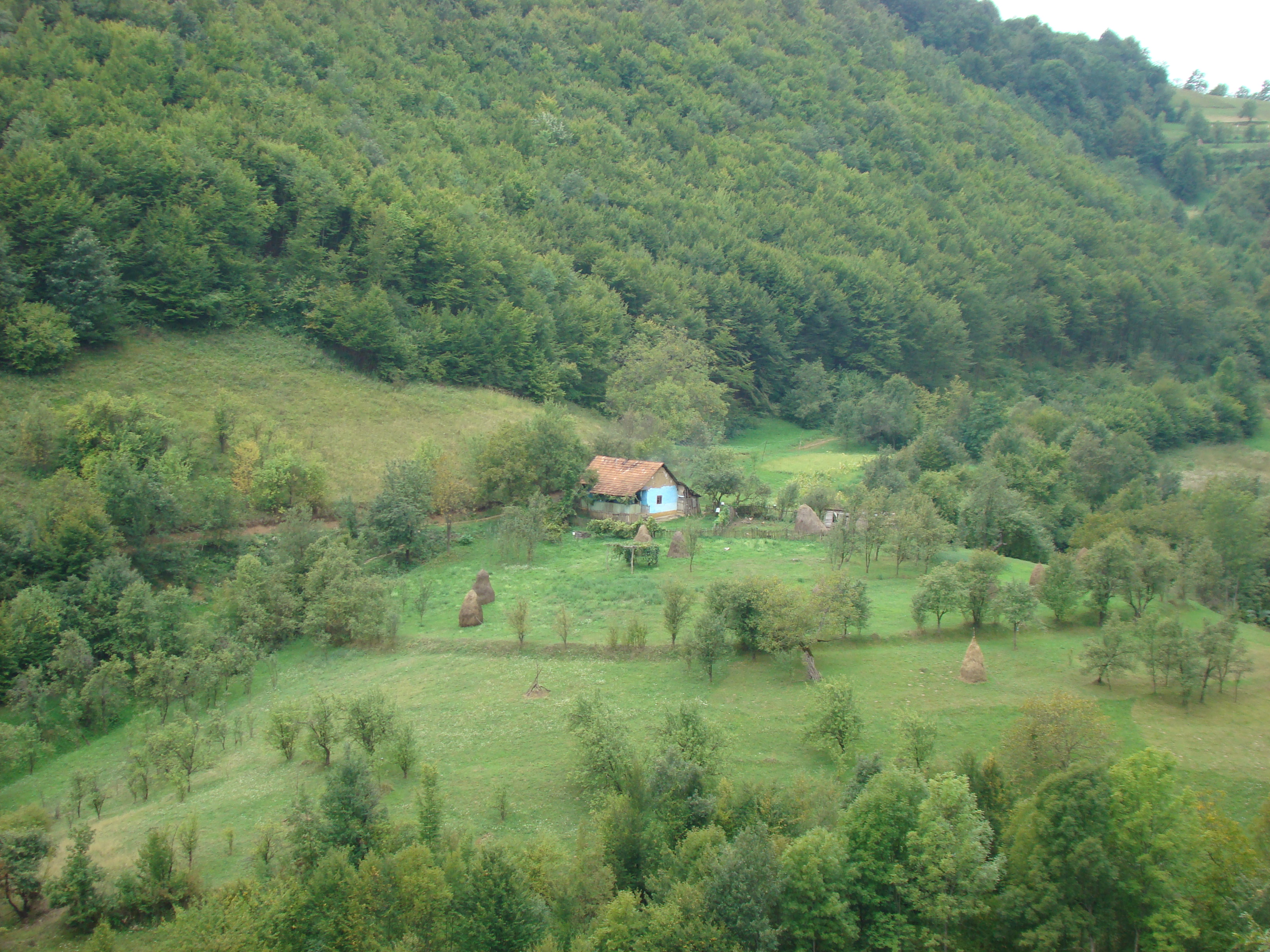
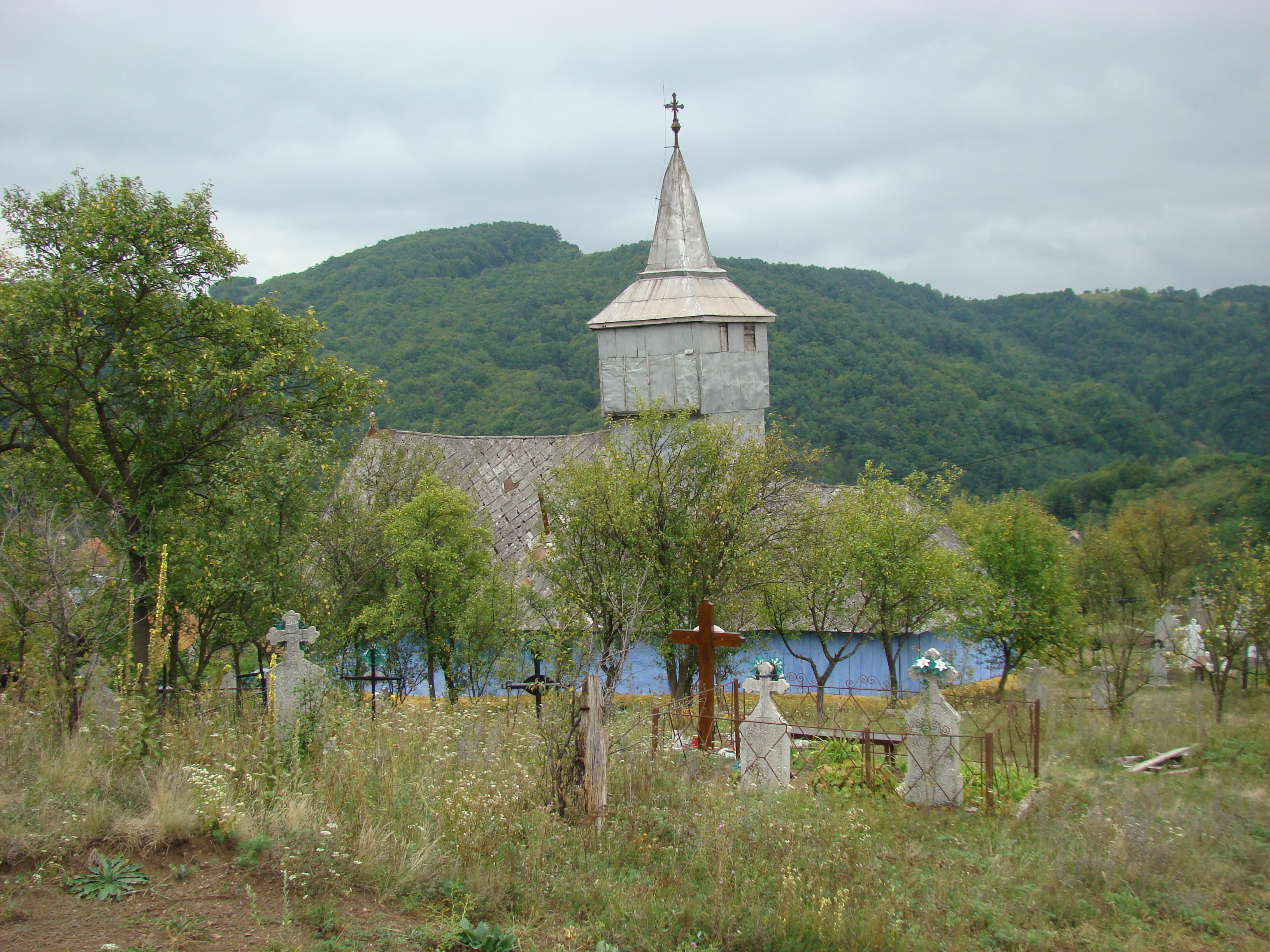
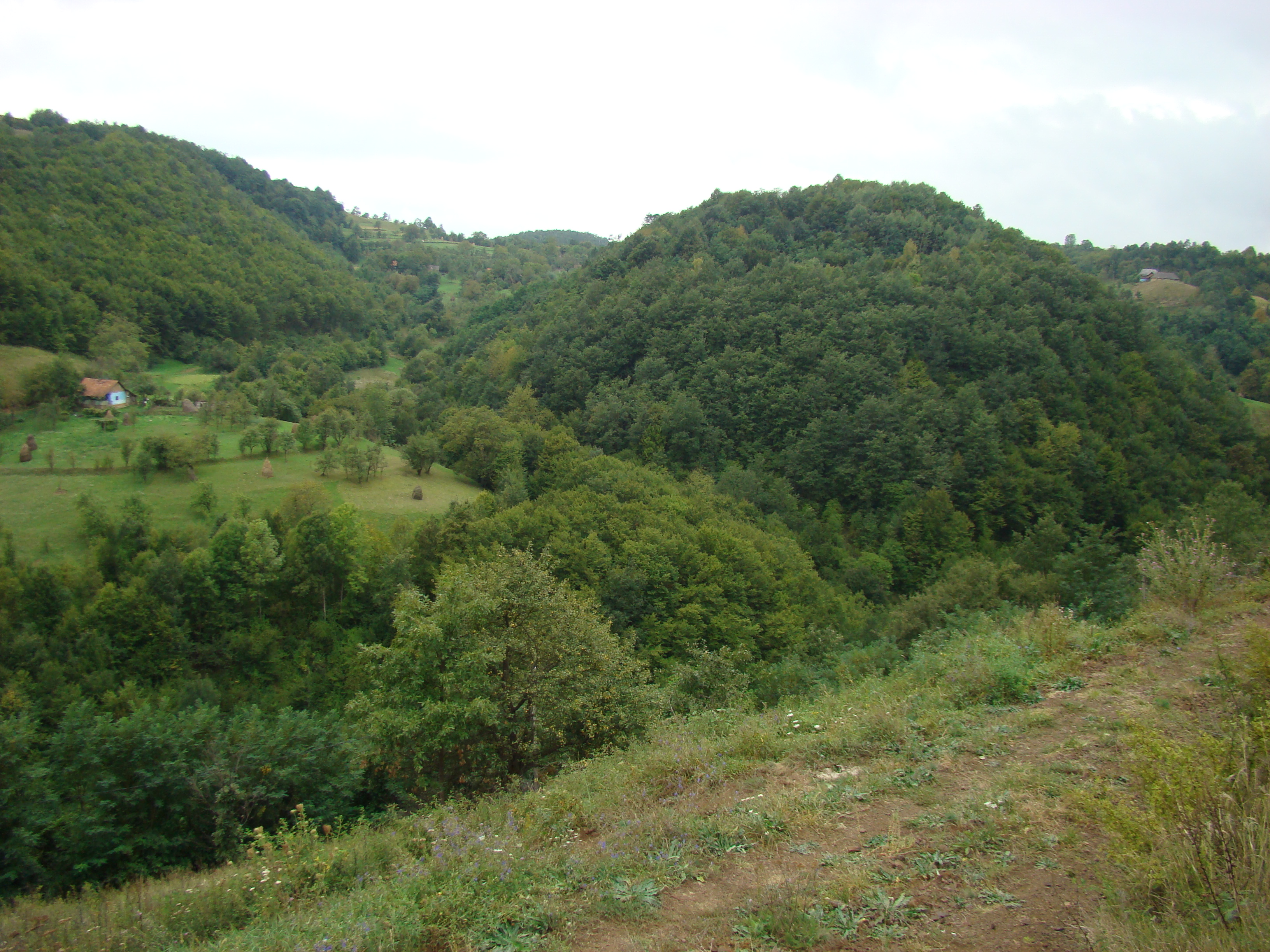
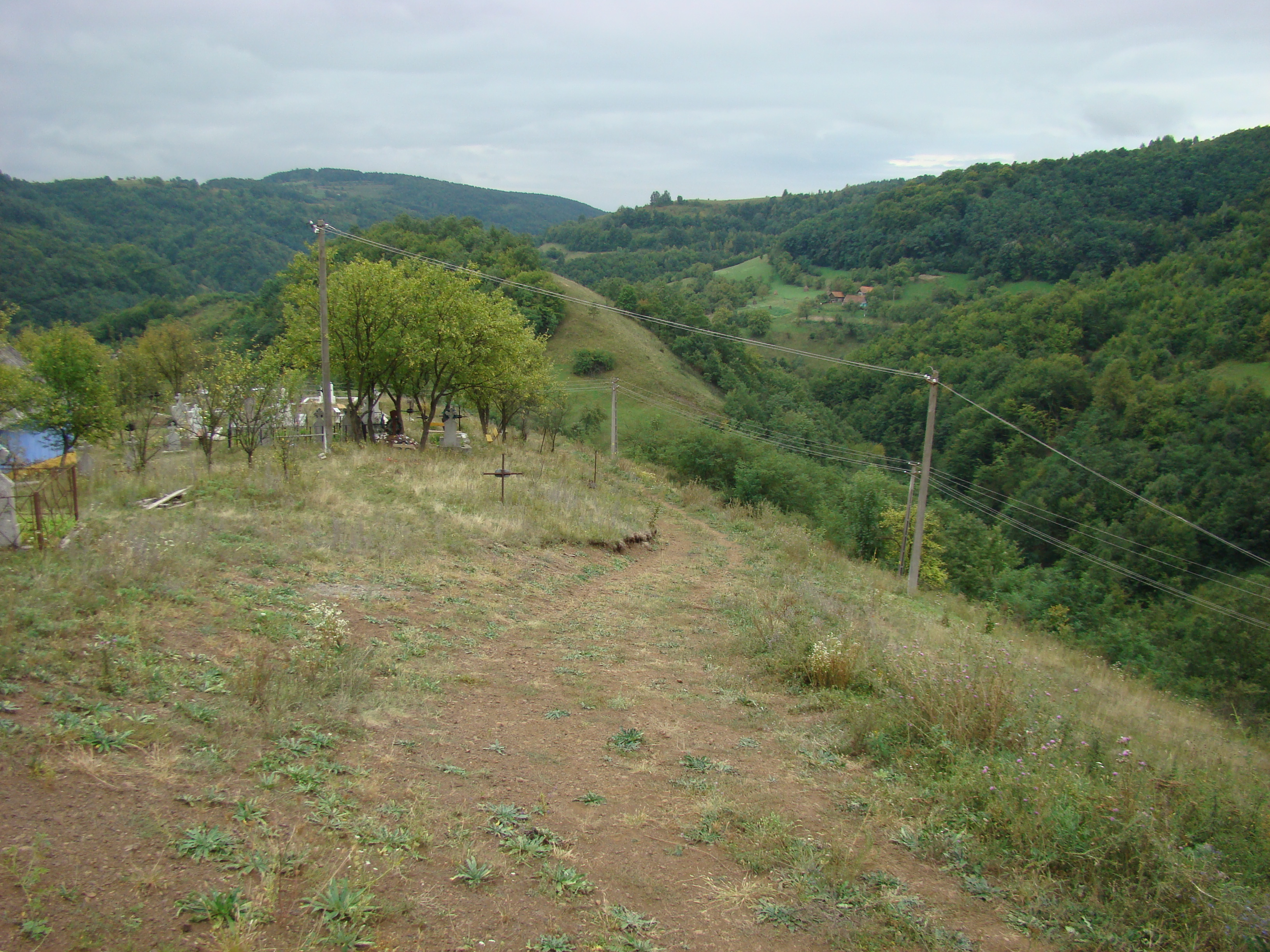

## Imagini din interior

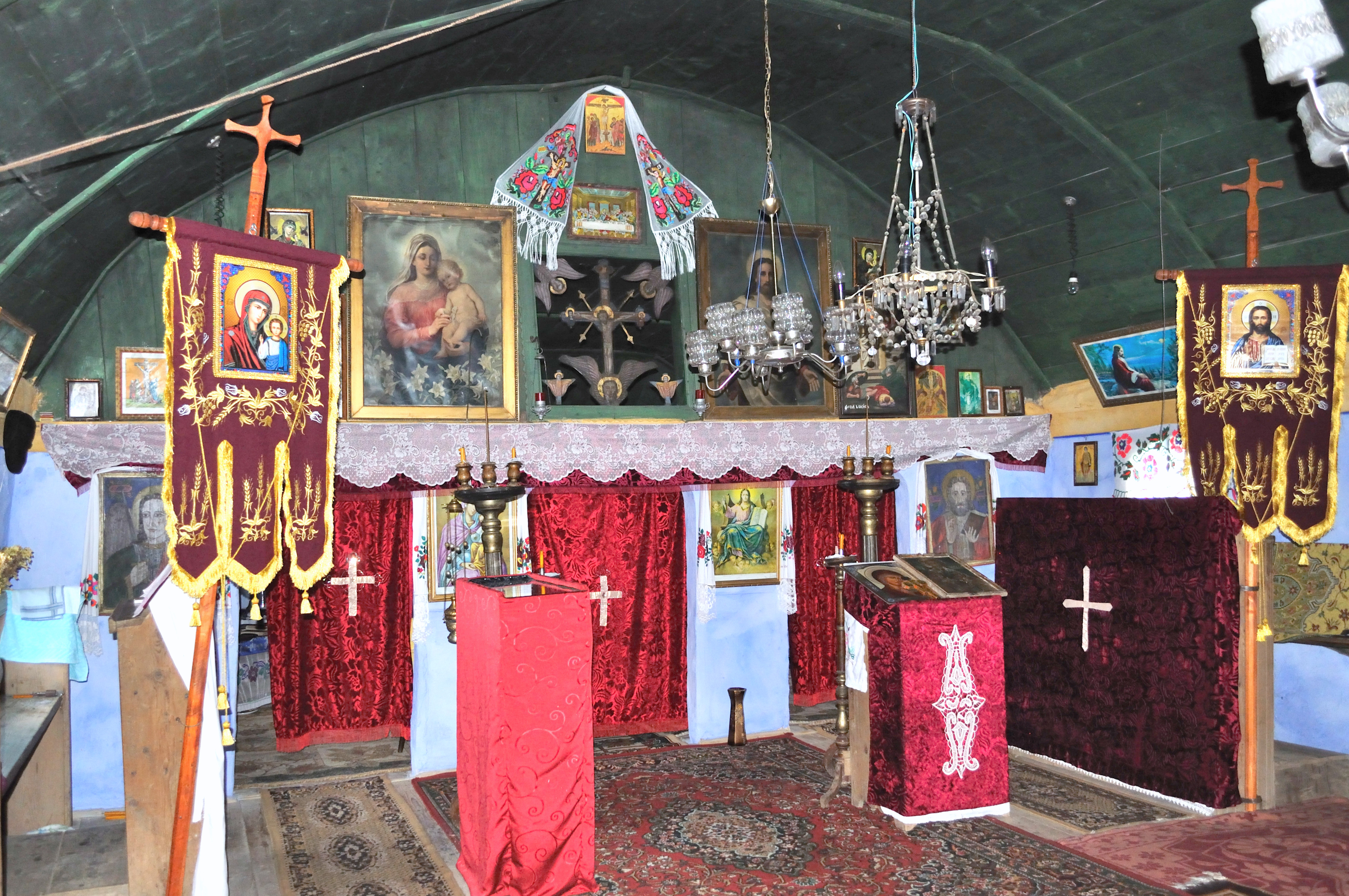
Iconostasul
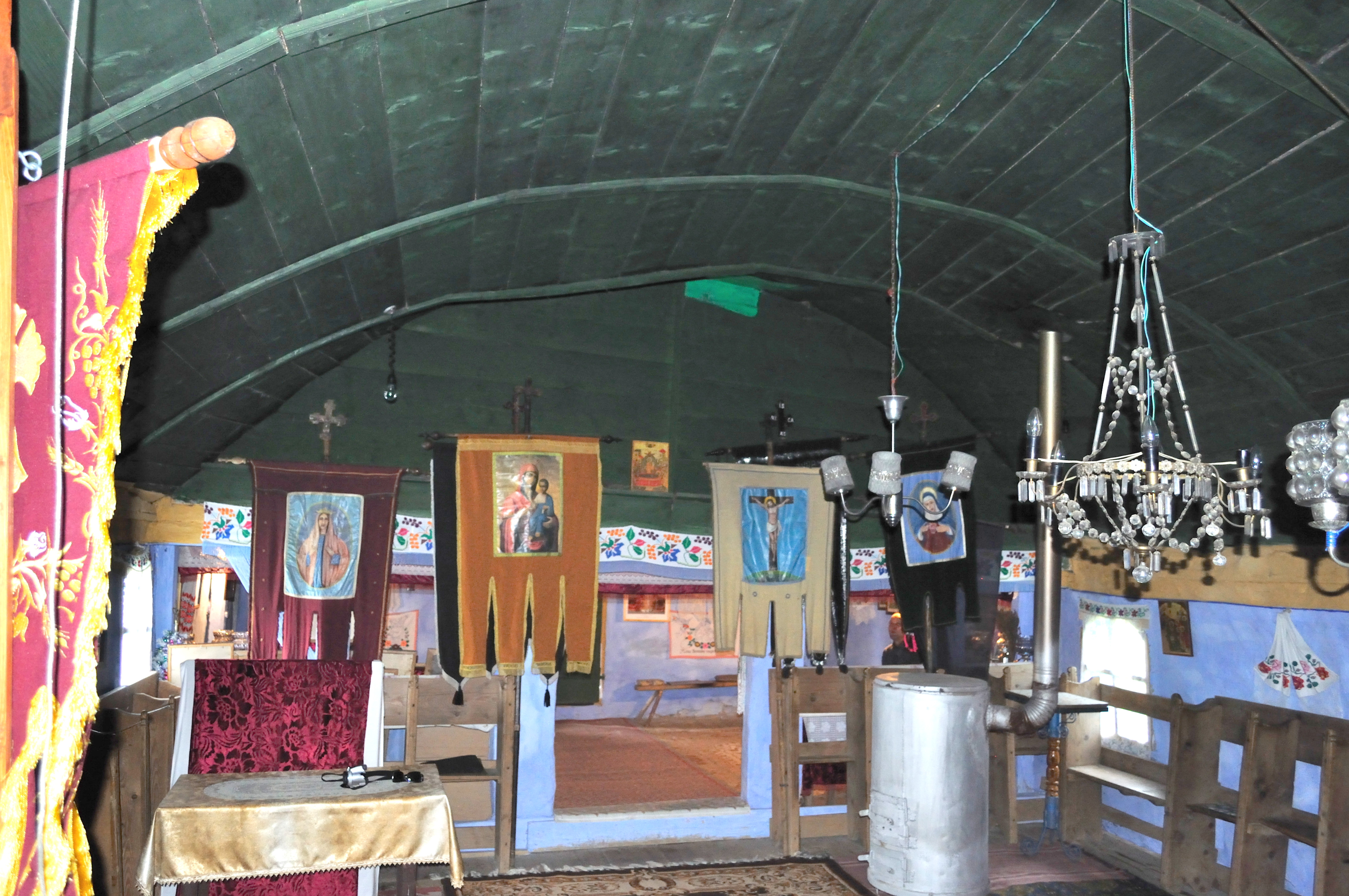
Interiorul navei către pronaos
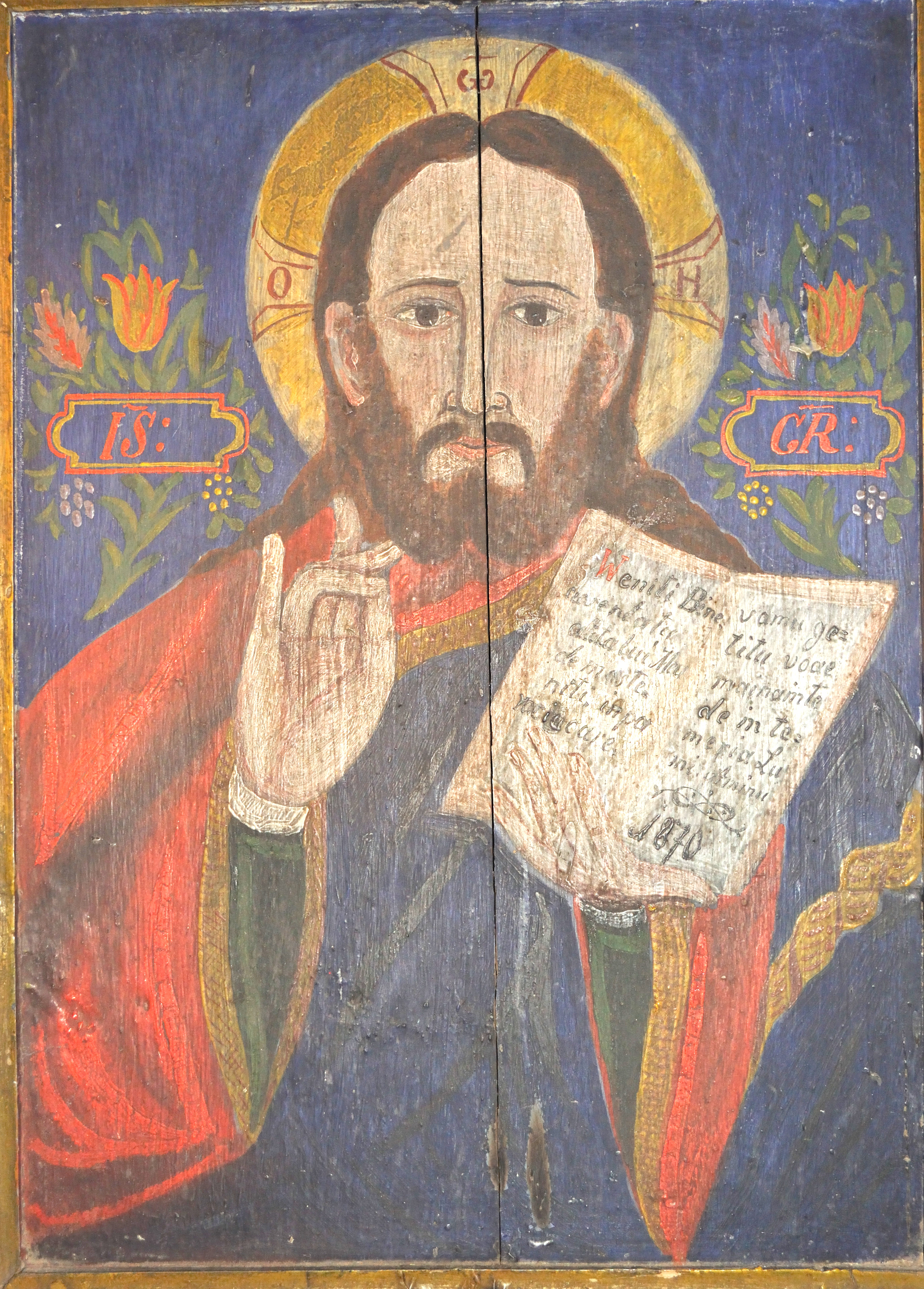
Iisus binecuvântând
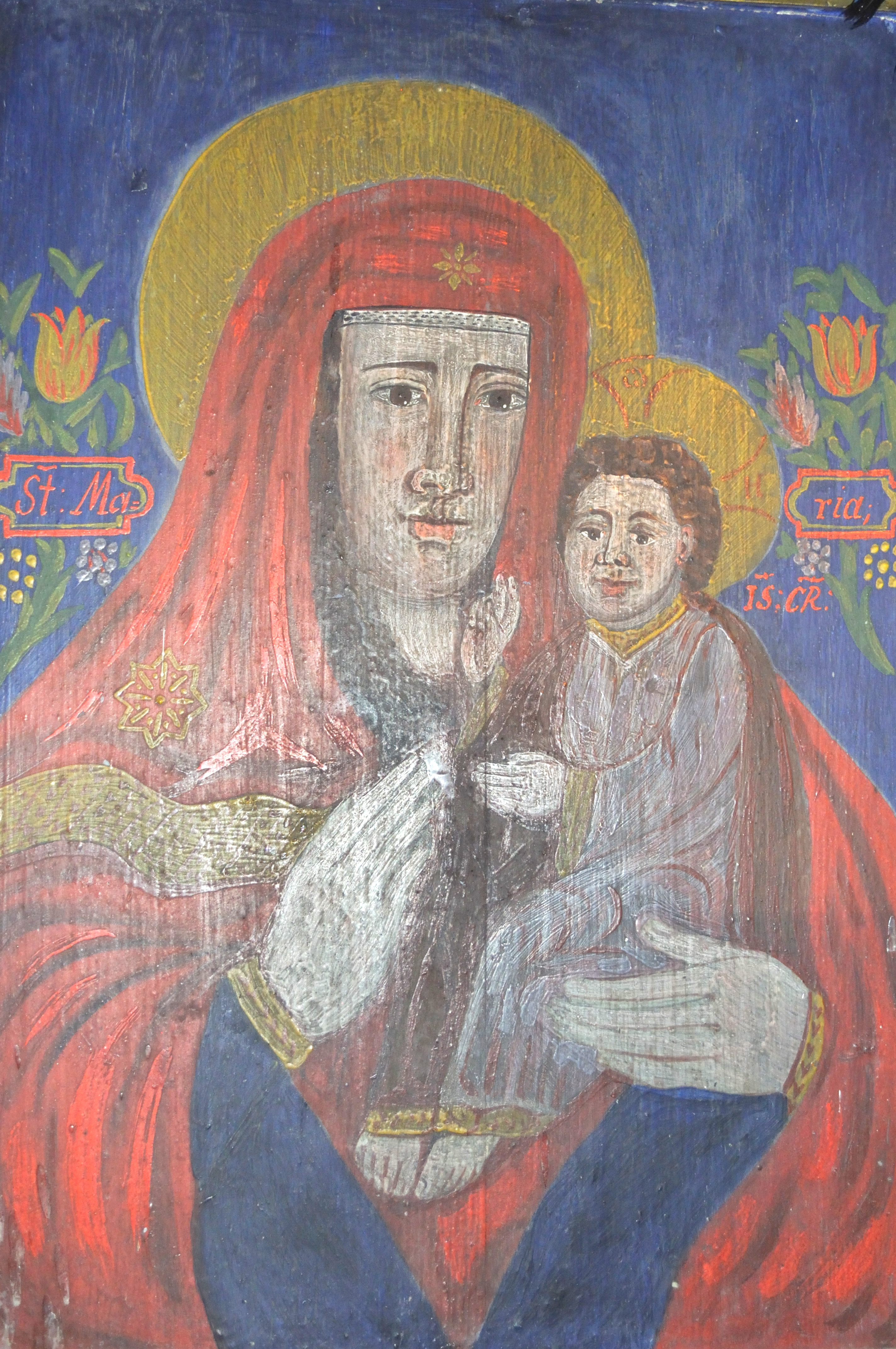
Maica Domnului cu pruncul
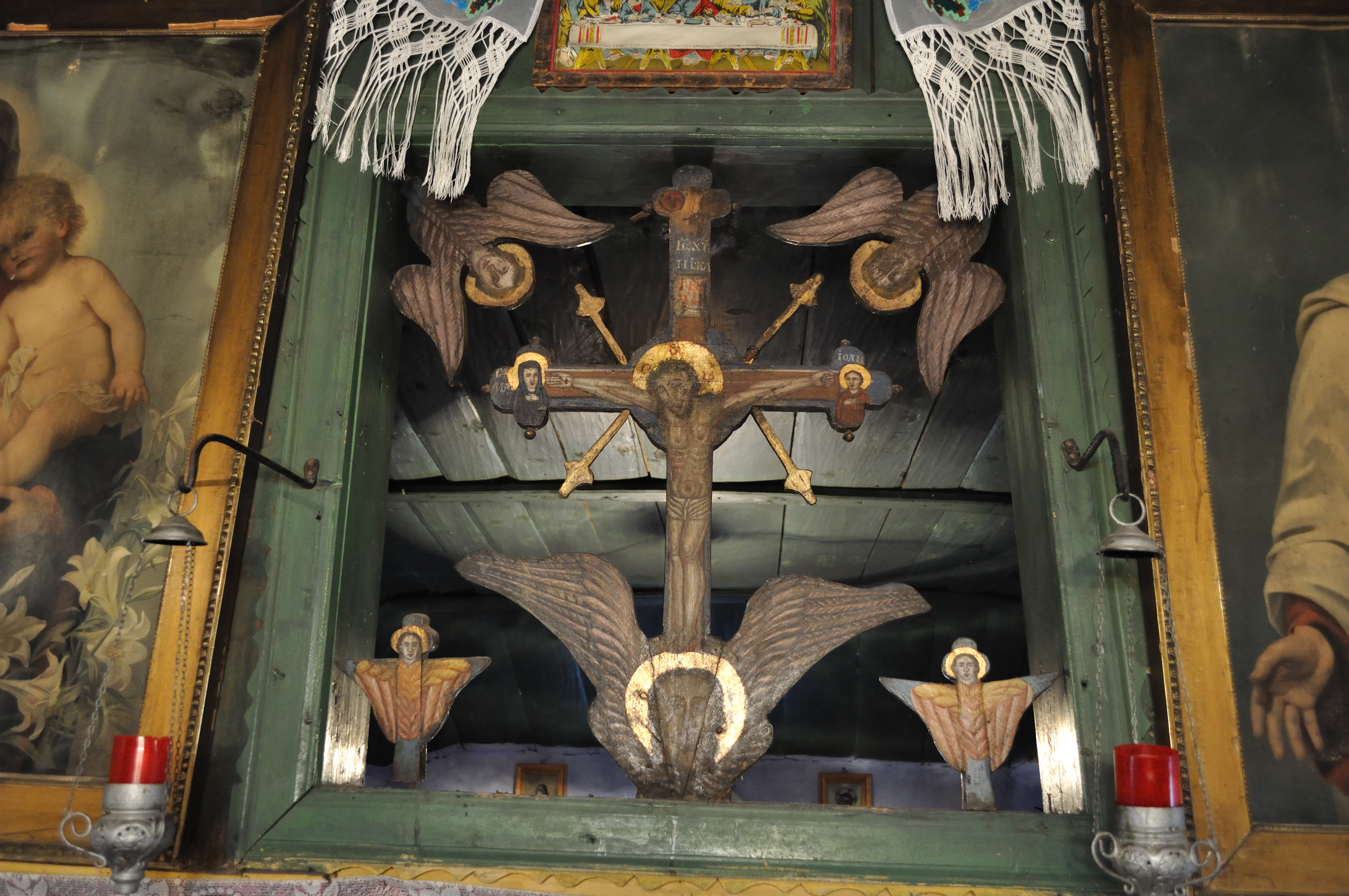
Cruce
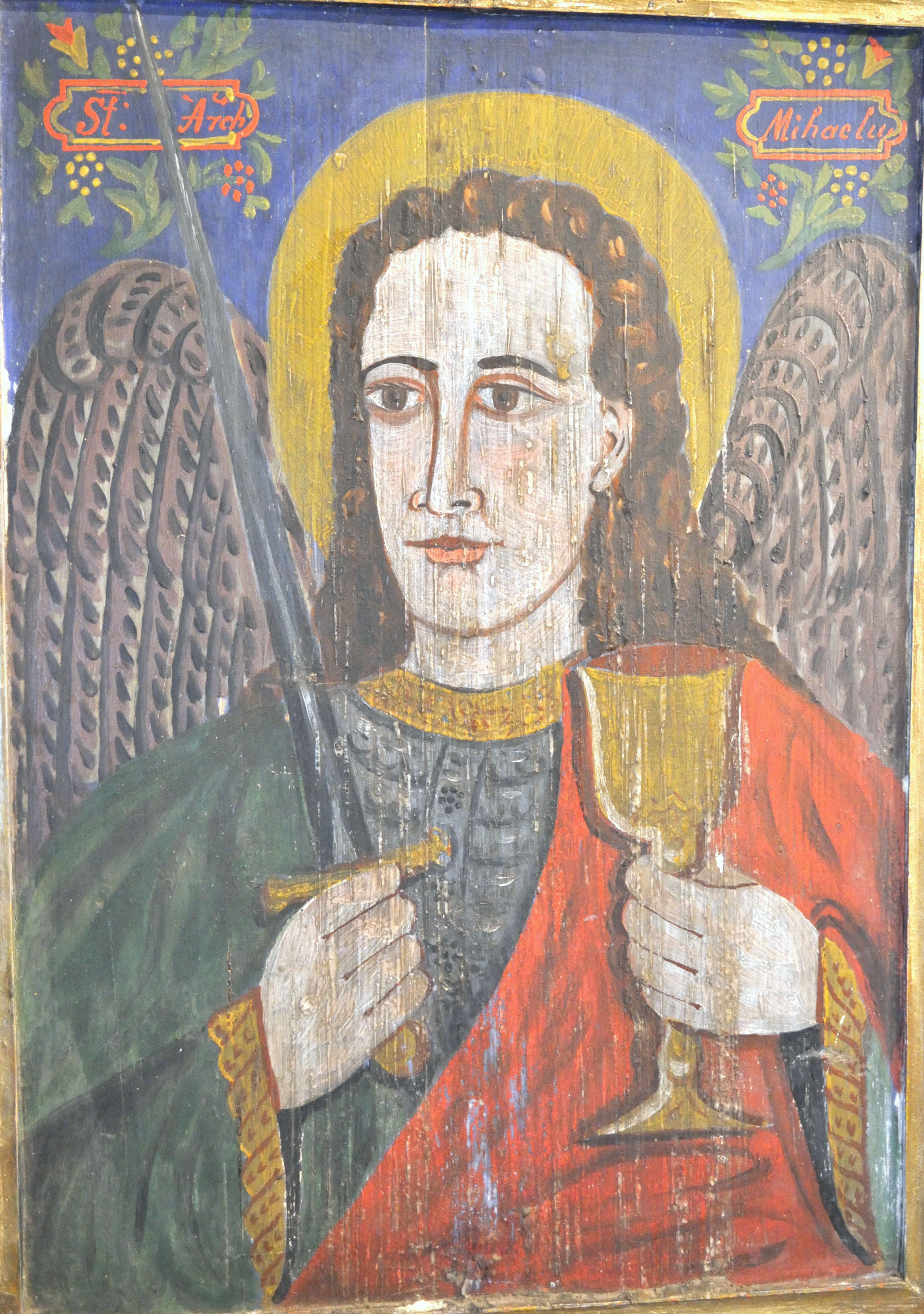
Arhanghelul Mihail
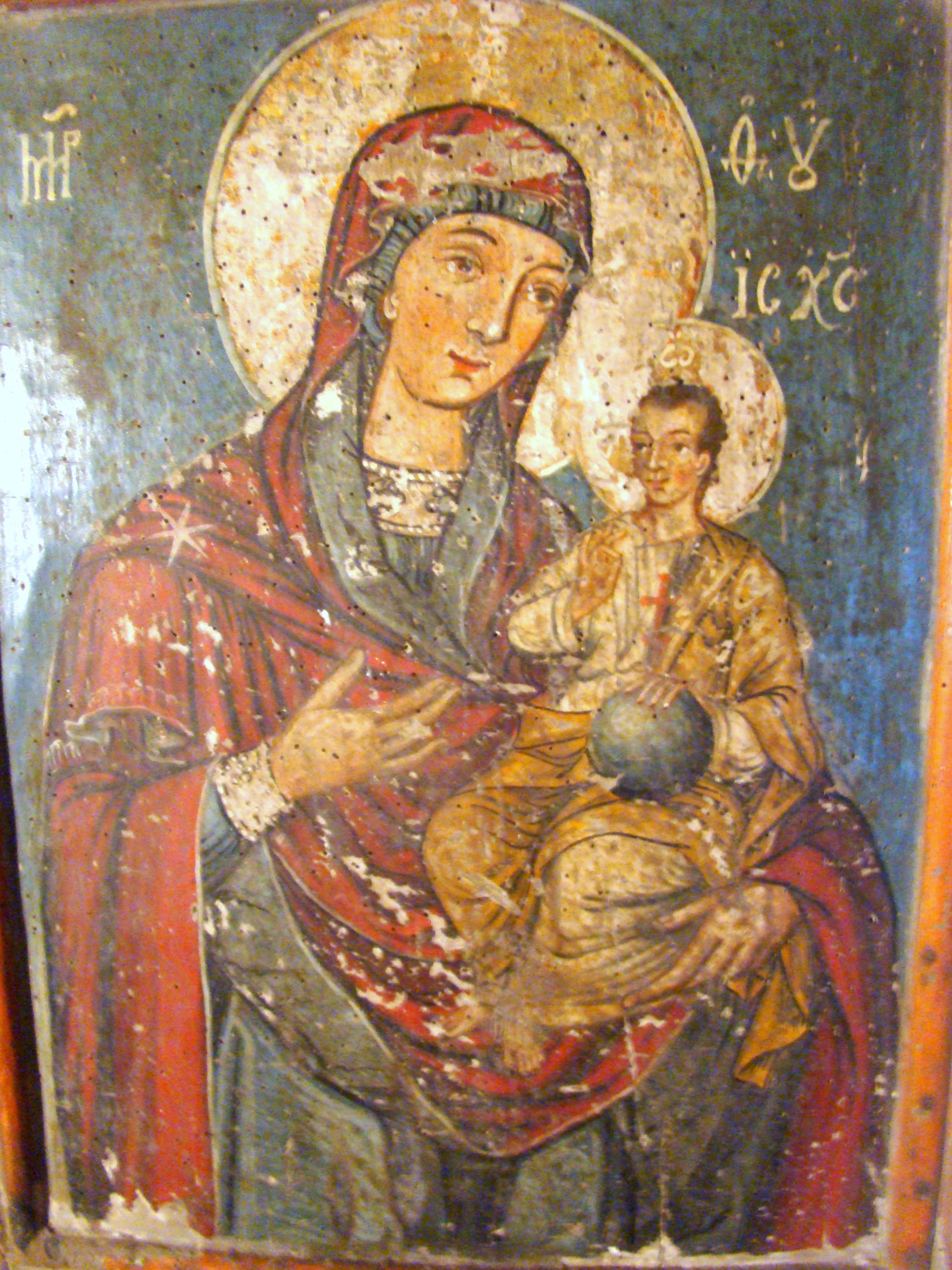
Maica Domnului cu pruncul
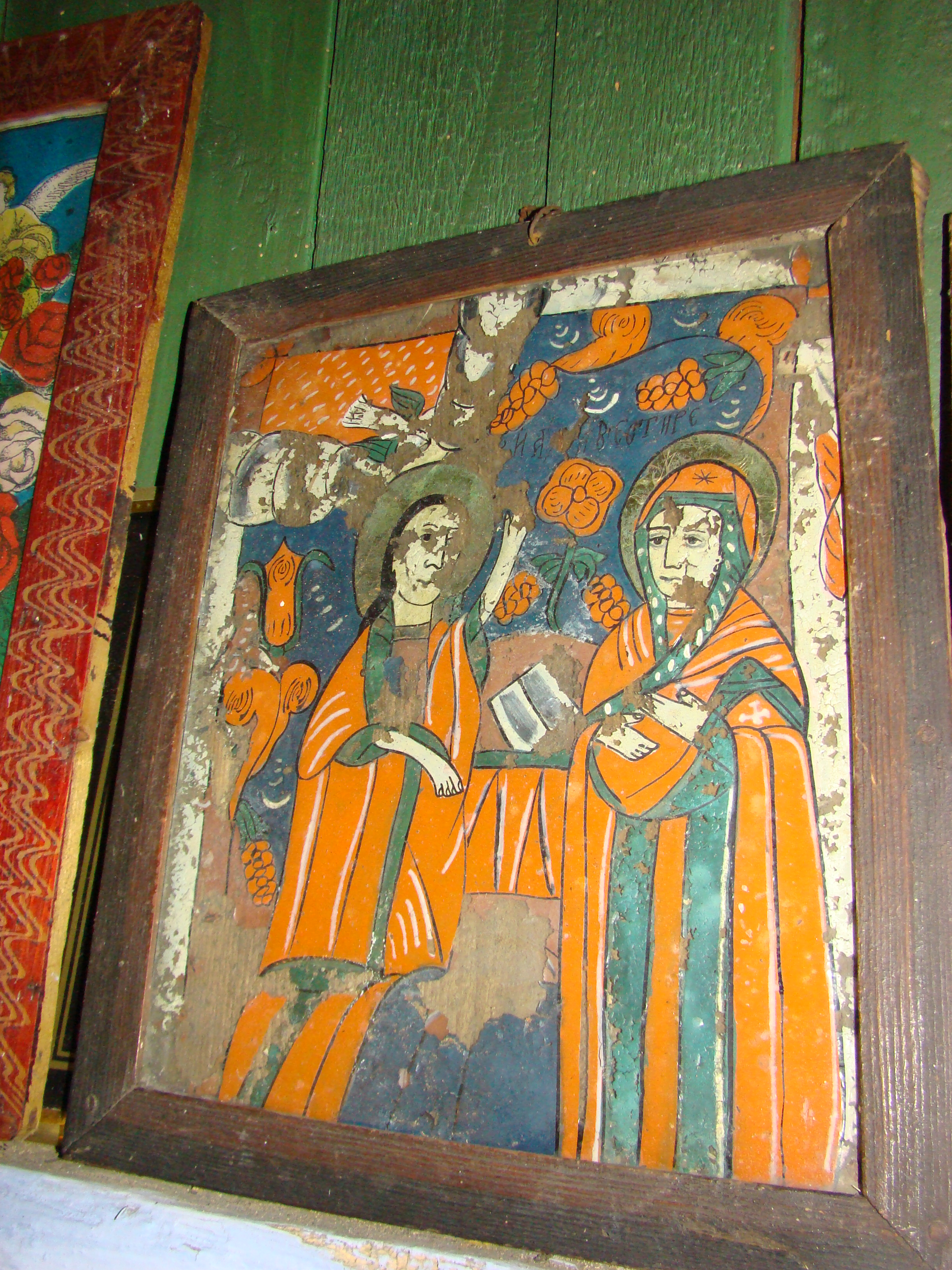
Buna Vestire
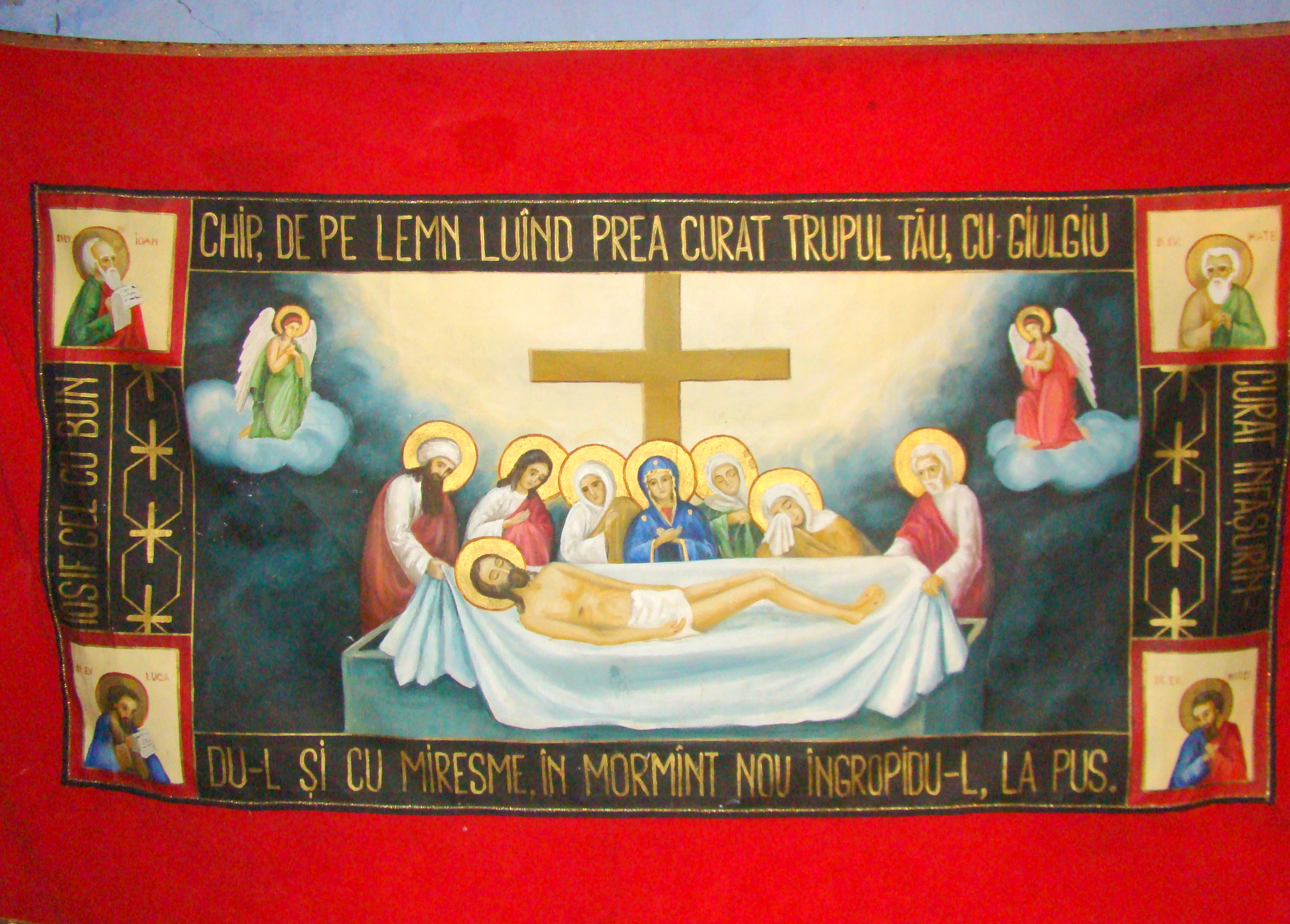
Epitaful